# Genocídio uigur
O genocídio uigur é a caracterização de que a série de alegados abusos aos direitos humanos que estariam sendo perpetrados pelo governo da República Popular da China contra o povo uigur e outras minorias étnicas e religiosas, dentro e ao redor da Região Autônoma Uigur de Sinquião, equivale a genocídio. Segundo fontes da imprensa ocidental, desde 2014, o governo chinês sob a administração de Xi Jinping estaria seguindo uma política que teria levado mais de um milhão de muçulmanos (a maioria deles uigures) a serem mantidos em campos de detenção secretos sem qualquer processo legal no que se seria a maior detenção em maior escala de minorias étnicas e religiosas desde o Holocausto.
Os críticos da política a descreveram como a sinização de Sinquião e a chamaram de etnocídio ou genocídio cultural, enquanto muitos ativistas, organizações não governamentais independentes, especialistas em direitos humanos, oficiais de governo e o Governo do Turquestão Oriental no Exílio classificaram esses supostos atos como um genocídio, uma vez que cumprem a definição legal estabelecida na Convenção para a Prevenção e a Repressão do Crime de Genocídio da Organização das Nações Unidas. Os estudos acadêmicos sobre o "genocídio uigur" começaram já em 2019.
Em particular, os críticos destacaram a suposta concentração de uigures em campos de reeducação patrocinados pelo Estado, a supressão das práticas religiosas uigures, a doutrinação política, maus tratos graves, e testemunhos de alegados abusos dos direitos humanos, incluindo esterilização forçada e contracepção. As estatísticas do governo chinês mostram que, de 2015 a 2018, as taxas de natalidade nas regiões principalmente uigur de Hotan e Kashgar despencaram em mais de 60%. No mesmo período, a taxa de natalidade de todo o país diminuiu 9,69%, de 12,07 para 10,9 por 1.000 pessoas. As autoridades chinesas reconheceram que as taxas de natalidade caíram quase um terço em 2018 em Sinquião, mas negaram relatos de esterilização forçada e genocídio. As taxas de natalidade continuaram a despencar em Sinquião, caindo quase 24% apenas em 2019, em comparação com apenas 4,2% em todo o país.
As reações internacionais foram muito divididas, com dezenas de estados membros das Nações Unidas (ONU) emitindo cartas de posições opostas ao Conselho de Direitos Humanos das Nações Unidas, apoiando ou condenando as medidas da China em Sinquião em 2020.  Em dezembro de 2020, o Tribunal Penal Internacional recusou-se a investigar a China por não ter jurisdição sobre a China para a maioria dos crimes alegados. Os Estados Unidos da América foram o primeiro país a declarar que as violações dos direitos humanos constituíam um genocídio, anunciando esta determinação no dia 19 de janeiro de 2021, ainda que o Gabinete do Conselheiro Jurídico do Departamento de Estado dos Estados Unidos tenha concluído que não haviam indícios suficientes para provar o genocídio. Esta declaração foi seguida pela Câmara dos Comuns do Canadá e pelo parlamento dos Países Baixos, cada um passando uma moção não vinculativa em fevereiro de 2021 a reconhecer as ações da China como genocídio. Mais tarde, em abril de 2021, a Câmara dos Comuns do Reino Unido passou unanimemente uma moção não vinculativa a reconhecer as ações como genocídio e, em maio de 2021, o parlamento da Nova Zelândia declarou unanimemente que estavam a ocorrer “graves violações dos direitos humanos” contra os uigures na China.

## Contexto histórico

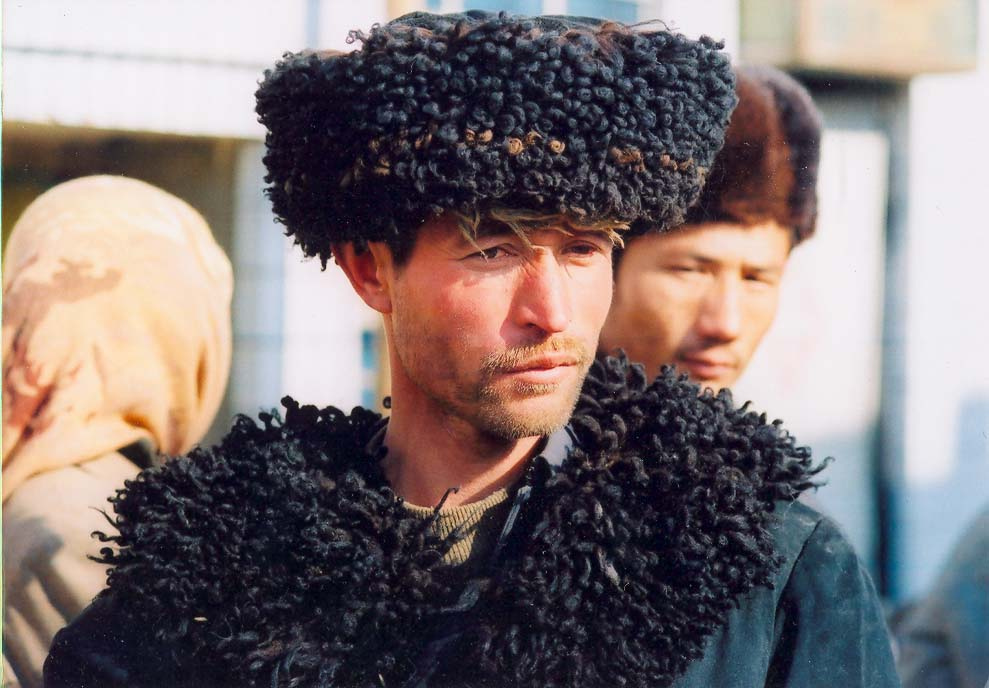
Um homem uigur de Casgar, uma cidade em Sinquião, China

### Língua
Os anos 80 do século XX foram um tempo em que as línguas minoritárias foram apoiadas. O governo chinês providenciou várias plataformas para a escrita e criou materiais de estudo para acomodar as populações minoritárias, incluindo os uigures. A língua uigur tem cerca de 10 milhões de falantes e é partilhada com outros grupos minoritários na região.
Em 1984 foram adotadas algumas da leis até hoje consideradas como essenciais. A lei da nacionalidade chinesa garante a todos os cidadãos — independentemente da sua língua nativa — o direito de intentar ações judiciais na sua língua, e apoia o desenvolvimento de literatura de diferentes minorias culturais e a preservação histórica.
Nos primeiros anos, a identificação de minorias étnicas era vista como essencial para o desenvolvimento nacional, apesar da condescendência que estas minorias enfrentam. Perceções negativas em relação a línguas minoritárias conduziu a estereótipos negativos em relação aos uigures. Adicionalmente, o mandarim padrão era necessário para estabelecer solidariedade nacional, sobrepondo-se a outras variantes da língua chinesa e a outras línguas.

### Conflito de Sinquião
Historicamente, várias dinastias chinesas exerceram controlo sobre partes da Sinquião atual. A região está sob controlo chinês como resultado da expansão para o ocidente da dinastia Qing no século XVIII, em que ocorreram também as conquistas do Tibete e da Mongólia
Depois do assassinato de Yang Zengxin em 1928, o governador do canado semiautónomo de Kumul na região leste de Sinquião sob a República da China, Jin Shuren, sucedeu a Yang como governador do Canado. Com a morte do cã de Camul Maqsud Shah em 1930, Jin aboliu por completo o canado e tomou controlo da região como um senhor da guerra. Em 1933, a primeira república separatista do Turquestão Oriental foi estabelecida através da Rebelião de Kumul. Em 1934, a Primeira República do Turquestão foi conquistada pelo senhor da guerra Sheng Shicai com a ajuda da União Soviética, antes de Sheng se reconciliar com a República da China em 1942. Em 1944, a Rebelião de Ili levou ao estabelecimento da Segunda República do Turquestão Oriental, que dependia do “consentimento tácito” da União Soviética para o comércio, armamento, e para a sua existência continuada até que foi absorvida pela República Popular da China em 1949.
Dos anos 50 aos anos 70 do século XX, o governo chinês promoveu uma migração em massa de chineses han para a região e introduziu várias políticas com o objetivo de suprimir a identidade cultural e a religião dos uigures.  Durante este período, emergiram várias organizações independentistas uigures com o possível apoio da União Soviética, sendo o Partido Popular do Turquestão Oriental a maior organização em 1968. Durante os anos 70, o governo soviético apoiou a Frente Revolucionária Unida do Turquestão Oriental no combate contra os chineses.
Em 1997, uma rusga policial e a execução de 30 alegados separatistas durante o Ramadão levou a grandes protestos em fevereiro de 1997, o que resultou no incidente de Ghulja, um movimento repressivo do Exército de Libertação Popular contra os manifestantes que resultou em pelo menos nove mortes. Os atentados à bomba em autocarros de Ürümqi tiveram como resultado pelo menos nove mortos e 68 feridos. A responsabilidade destes atentados foi reivindicada por grupos uigures no exílio. Em março de 1997, uma bomba num autocarro matou duas pessoas, a responsabilidade tendo sido reivindicada separatistas uigures e pela Organização para a Liberdade do Turquestão Oriental (Organisation for East Turkistan Freedom), sediada na Turquia.
Em julho de 2009 ocorreram motins em Sinquião em resposta a uma disputa violenta entre trabalhadores han e uigures numa fábrica (incidente de Shaoguan) que tiveram como resultado mais de uma centena de mortes. Depois dos motins, terroristas uigures mataram dezenas de chineses han em ataques coordenados de 2009 a 2016. Estes incluem os ataques com seringas em agosto de 2009, o atentado com bombas e facas em Cotã em 2011, o ataque com facas em março de 2014 no estação de comboio de Kunming, o atentado a bomba e facas em abril de 2014 na estação de comboio de Ürümqi, e o ataque com automóveis e bombas em maio de 2014 num mercado de rua em Ürümqi. Os ataques foram perpetrados por separatistas uigures, alguns deles orquestrados pelo Partido Islâmico do Turquestão (anteriormente o Movimento Islâmico do Turquestão Oriental), uma organização designada como terrorista pela ONU.

## Políticas governamentais

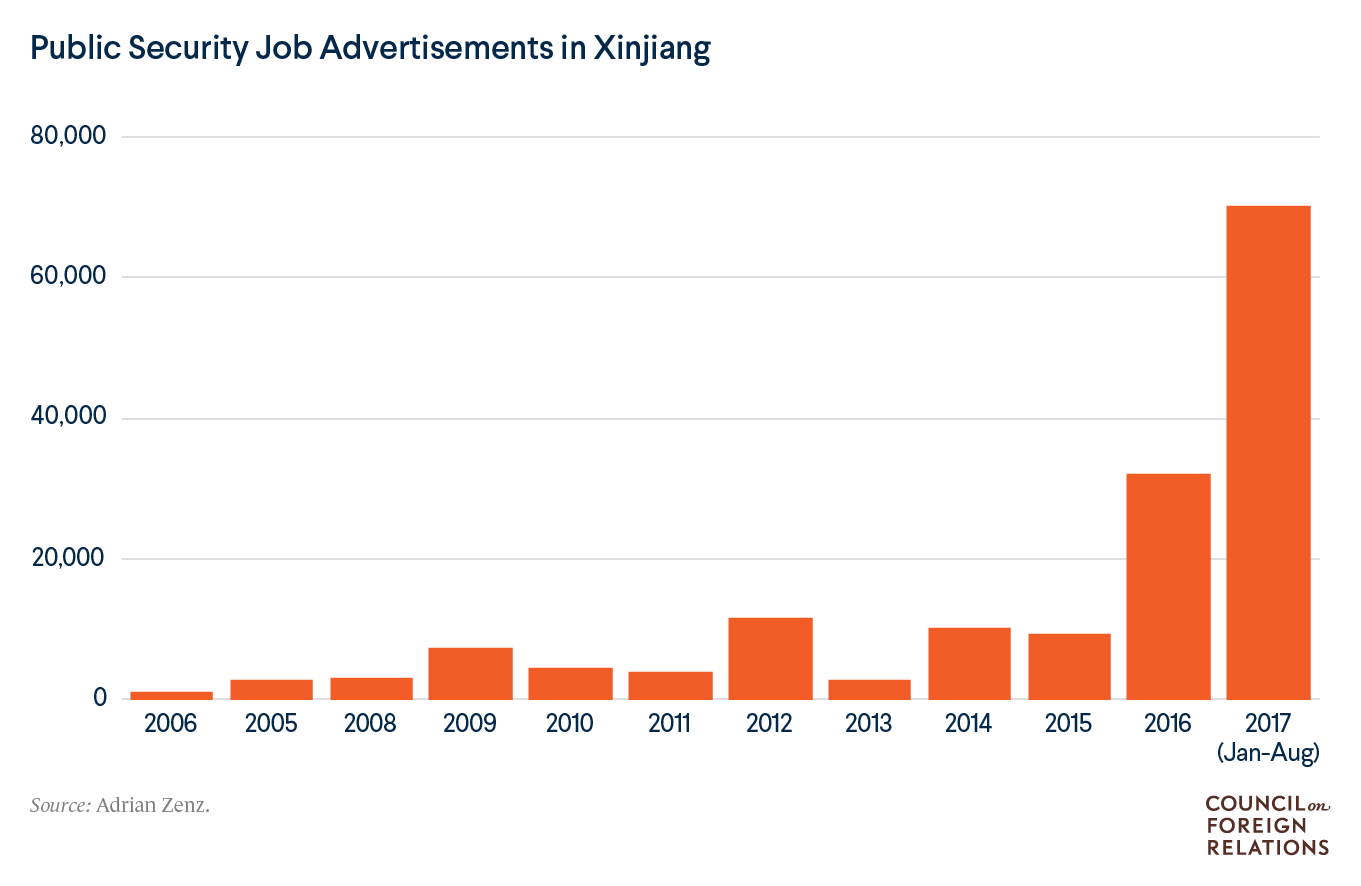
Ofertas de trabalho por ano para a polícia em Sinquião

Número de concursos públicos relacionados com “reeducação” em Sinquião

### “Campanha Mão Pesada contra Terrorismo Violento” inicial
Durante o período de preparação para os Jogos Olímpicos de 2008, o Estado chinês começou a enfatizar “weiwen” (manutenção de estabilidade), o que conduziu a uma intensificação da repressão por todo o país. Algumas vozes dentro do Partido Comunista avisaram que o aumento das ações de combate à instabilidade que talvez nem viesse a existir poderia levar a uma espiral de repressão e instabilidade.
Em abril de 2010, depois dos motins de Ürümqi de 2009, Zhang Chunxian substituiu o anterior secretário do Partido Comunista Chinês (PCC) Wang Lequan, que estava por detrás das políticas religiosas em Sinquião há 14 anos. Depois dos motins, os teóricos do Partido começaram a apoiar a implementação de uma sociedade mais monocultural, com uma “raça nacional” que permitiria que a China se tornasse “um novo tipo de superpotência”. As primeiras medidas para promover este objetivo foram implementadas por Zhang Chunxian. Depois de um ataque na província de Yunnan, Xi Jinping disse ao Politburo que “Nós devemos unir o povo para construir uma muralha de cobre e ferro contra o terrorismo,” e “fazer os terroristas fugir como ratos pela rua com todas as pessoas a tentar bater-lhes!” Em abril de 2014, Xi viajou para Sinquião e disse à polícia em Casgar que “temos de ser tão duros com eles, não ter misericórdia.” Ocorreu um ataque suicida em Ürümqi no último dia da sua visita.
Em 2014 foi realizada uma reunião secreta da liderança do Partido Comunista em Pequim para encontrar uma solução para o problema. O plano que decidiram implementar acabaria se tornar conhecido pelo nome Campanha Mão Pesada contra Terrorismo Violento. Em maio de 2014, a China lançou publicamente a “Campanha Mão Pesada contra Terrorismo Violento” em Sinquião, em resposta às tensões crescentes entre os chineses han e a população uigur de Sinquião. Anunciando a campanha, o secretário-geral do PCC Xi Jinping declarou que “a prática comprovou que a estratégia de governação do nosso partido em Sinquião é a correta e que deve ser mantida a longo termo”
Em 2016 houve uma curta janela de oportunidade para os uigures com passaporte deixarem a China. Muitos aproveitaram essa oportunidade mas tiveram de deixar para trás os familiares e filhos que não tinham passaportes. Muitas destas famílias ainda não foram reunidas.
Seguindo a direção de Pequim, a liderança do Partido em Sinquião começou uma “Guerra Popular” contra as três “Forças do Mal”: separatismo, terrorismo, e extremismo. Eles mobilizaram duzentos mil quadros do partido para Sinquião e lançaram o programa de emparelhamento de funcionários públicos com famílias locais. Xi não ficou satisfeito com os resultados iniciais da Guerra Popular e substituiu Zhang Chunxian por Chen Quanguo em 2016. Após a sua nomeação, Chen supervisionou o recrutamento de dezenas de milhares de agentes policiais adicionais e a divisão da sociedade em três categorias: confiável, médio, não confiável. Ele deu instruções aos seus subordinados para “tomar este movimento como o seu projeto principal,” e para “antecipar o inimigo e atacar no primeiro momento.”

### Regulamentos desde 2017
Depois de uma reunião com Xi em Pequim, Chen Quanguo realizou um evento púbico em Ürümqi com dez mil militares, helicópteros e veículos blindados. À medida que estes passavam, ele anunciou uma “ofensiva destruidora, obliterante,” e declarou que eles iriam “enterrar os cadáveres de terroristas e bandos terroristas no vasto mar da Guerra Popular.” Ele ordenou “Deter todos os que devem ser detidos.” A partir de abril de 2017 começaram as detenções em massa.
Foram implementadas novas proibições e regulamentos no dia 1 de abril de 2017. Tornou-se proibido usar barbas “anormalmente” longas e usar véus em público. Não assistir televisão ou ouvir rádio estatais, recusar a obedecer às políticas de planeamento familiar, ou recusar que os filhos frequentem escolas públicas passaram a ser comportamentos proibidos.
Esforços para alegadamente promover “reeducação” começaram em 2014 e foram expandidos em 2017. Ao mesmo tempo, foram construídos campos de detenção para alojar os estudantes dos programas de “reeducação”, a maioria dos quais sendo uigures. Chen ordenou que os campos fossem geridos como o exército e defendidos como uma prisão. O governo chinês não reconheceu a sua existência até 2018, quando os chamou de “campos vocacionais de educação e treino”. Este nome foi alterado para “centros de treino vocacional” em 2019. Os campos triplicaram em tamanho de 2018 a 2019, apesar de o governo chinês afirmar que a maioria dos detidos já tinha sido libertada.
Em 2017 o Ministério da Segurança Pública da China começou a adquirir sistemas de monitorização com base em raça que diziam ser capazes identificar se determinado indivíduo é uigur. Apesar da sua exatidão questionável, isto permitiu que um “alerta uigur” fosse adicionado aos sistemas de segurança. Também foi implementado um reforço dos controlos nas fronteiras, com a presunção de culpa na ausência de provas, de acordo com Zhu Hailun: “Se não é possível refutar a suspeita de terrorismo, deve ser implementado um reforço do controlo nas fronteiras para garantir a detenção dessa pessoa.”
Em 2017, 73% dos jornalistas estrangeiros na China indicaram ter sofrido limitações ou ter sido proibidos de realizar reportagens em Sinquião, um aumento desde os 42% em 2016.
Estima-se que as autoridades chinesas podem ter detido até 1,5 milhão de pessoas nos campos, principalmente uigures, mas também incluindo cazaques, quirguizes e outros muçulmanos de etnia turca, cristãos e alguns cidadãos estrangeiros. As reações internacionais foram mistas, com 54 estados membros da Organização das Nações Unidas (ONU) apoiando as políticas da China em Sinquião, que diminuíram para 45 em outubro de 2020, e 39 países condenando os abusos dos direitos humanos na China em Sinquião. Em julho e agosto de 2020, grupos de direitos humanos apelaram ao Tribunal Penal Internacional (TPI) e ao Conselho de Direitos Humanos das Nações Unidas para investigar as autoridades chinesas sobre alegações de crimes contra a humanidade e genocídio.

### Campanha de propaganda
O governo chinês acionou uma campanha de propaganda para defender as suas ações em Sinquião.  Ao início a China negou a existência dos campos de internamento de Sinquião e tentou esconder a sua existência. Em 2018, após ser forçado a admitir a sua existência devido à publicação generalizada de informações sobre os campos, o governo chinês iniciou uma campanha de propaganda para representar os campos como humanitários e negar que quaisquer violações dos direitos humanos ocorram em Sinquião. Em 2020 e 2021 o governo expandiu a campanha de propaganda devido à revolta internacional contra as medidas do governo em Sinquião e a preocupações que o governo chinês já não estava a controlar a narrativa.
As autoridades chinesas também tomaram a ofensiva contra os críticos, atacando-os quer a nível profissional, quer a nível pessoal. O objetivo destes ataques parece ser mais silenciar a crítica que responder ou refutar acusações específicas dos críticos.
O governo chinês usou as redes sociais como parte da sua extensa campanha de propaganda. A China gastou grandes quantias para comprar publicidade no Facebook para propagar propaganda com o objetivo de criar dúvidas sobre a existência e a gravidade das violações dos direitos humanos que estão a ocorrer em Sinquião. O Douyin, a aplicação irmã na China Continental da aplicação e rede social TikTok (ambas detidas pela empresa ByteDance), apresenta aos seus utilizadores quantidades significativas de propaganda estatal chinesa relacionada com as violações dos direitos humanos em Sinquião. Entre julho e o início de agosto de 2019, o tabloide do PCC The Global Times pagou ao Twitter para promover tweets que negam que o governo chinês está a cometer violações dos direitos humanos em Sinquião. Mais tarde, no dia 19 de agosto, o Twitter proibiu publicidade de organizações de comunicação social controladas por estados, depois de remover um grande números de bots pró-Pequim da rede social.
A China respondeu às alegações de abuso sexual por mulheres aprisionadas no sistema dos campos através de ataques explícitos contra a sua credibilidade e caráter. Em vez refutar as suas alegações, as autoridades chinesas tentaram desacreditar as mulheres. As autoridades tornaram pública o que afirmam ser informação médica confidencial — por exemplo, sobre a fertilidade de uma mulher e o resultado de testes a doenças venéreas de outra —, assim como informação pessoal — como a alegada infidelidade de uma testemunha —, de forma a mostrar o mau caráter das mulheres, o que na perspetiva das autoridades invalida os seus testemunhos. Elas impugnaram uma testemunha dizendo que “Todos sabem do seu mau caráter. Ela é preguiçosa e gosta de conforto, a sua vida privada é caótica, os seus vizinhos dizem que ela cometeu adultério enquanto estava na China.” A informação pessoal apresentada não parece contradizer os testemunhos das testemunhas. Porém, de acordo com o governo chinês “algumas forças anti-China ignoram os factos e a verdade e fabricam irresponsavelmente todo o tipo de mentiras relacionadas com Sinquião. As pessoas de todos os grupos étnicos de Sinquião, incluindo as mulheres de Sinquião, vivem e trabalham em paz e felizes.”
Apresentações das autoridades chinesas tentando desacreditar as alegações de abuso são realizadas à porta fechada apenas para jornalistas estrangeiros e incluem questões pré-gravadas assim como monólogos pré-gravados de pessoas em Sinquião, incluindo de familiares das vítimas. Estes esforços para desacreditar as vítimas têm tido a contribuição quer do departamento de publicidade de Sinquião, quer do Ministério dos Negócios Estrangeiros.
Alguns dos ataques da propaganda do governo chinês tiveram como alvo jornalistas que faziam a cobertura das violações dos direitos humanos em Sinquião. Depois de uma cobertura jornalística crítica das violações dos direitos humanos em Sinquião, o repórter da BBC News John Sudworth foi sujeitado a uma campanha de propaganda e intimidação pelas organizações de comunicação social afiliadas ao Estado chinês e ao PCC. Os ataques públicos levaram Sudworth e a sua esposa Yvonne Murray, jornalista da Raidió Teilifís Éireann, a fugir da China para Taiwan, temendo pela sua segurança.
Em abril de 2021, o governo chinês lançou vídeos propagandísticos intitulados “Sinquião é uma terra maravilhosa”, e produziu um musical intitulado “As asas das canções”, que representam Sinquião como harmoniosa e pacífica. As Asas das Canções retrata uma paisagem rural idílica com uma população étnica coesa e onde não existe repressão, vigilância ou o Islão.

#### Luta contra o terrorismo como justificação
A China usou a “guerra ao terrorismo” global do início do século XXI para definir os conflitos “separatistas” e étnicos como atos de terrorismo islâmico, e assim legitimar as suas medidas em Sinquião.
Em dezembro de 2015, a Associated Press referiu que a China tinha de facto expulso Ursula Gauthier, uma jornalista francesa por “questionar a posição oficial que iguala a violência étnica na região ocidental muçulmana com o terrorismo global.” Gauthier, que foi a primeira jornalista estrangeira forçada a deixar a China desde 2012, foi sujeitada àquilo que a AP descreveu como uma “campanha de assédio e intimidação” pela comunicação social do Estado chinês que a acusou de ter “magoado os sentimentos do povo Chinês” e que um porta-voz do Ministério dos Negócios Estrangeiros da China a acusou de apoiar o terrorismo.
Em agosto de 2018, o Comité para a Eliminação da Discriminação Racial das Nações Unidas criticou a “vaga definição de terrorismo e as vagas referências a terrorismo” usadas pela legislação chinesa, notando a existência de numerosos relatos indicando a detenção de um grande número de pessoas de etnia uigur e outras minorias étnicas sob o “pretexto de combater o terrorismo”
Em 2019, o conselho editorial do Wall Street Journal, Sam Brownback e Nathan Sales disseram que o governo chinês frequentemente usa o “combate ao terrorismo” como pretexto para supressão cultural e violações de direitos humanos.
Em 2021, Shirzat Bawudun, o antigo chefe do Departamento de Justiça de Sinquião, e Sattar Sawut, o antigo chefe do Departamento de Educação de Sinquião, foram condenados à morte por terrorismo e extremismo. Outros três educadores e dois editores de manuais escolares receberam penas mais leves.

## Efeitos culturais

### Mesquitas

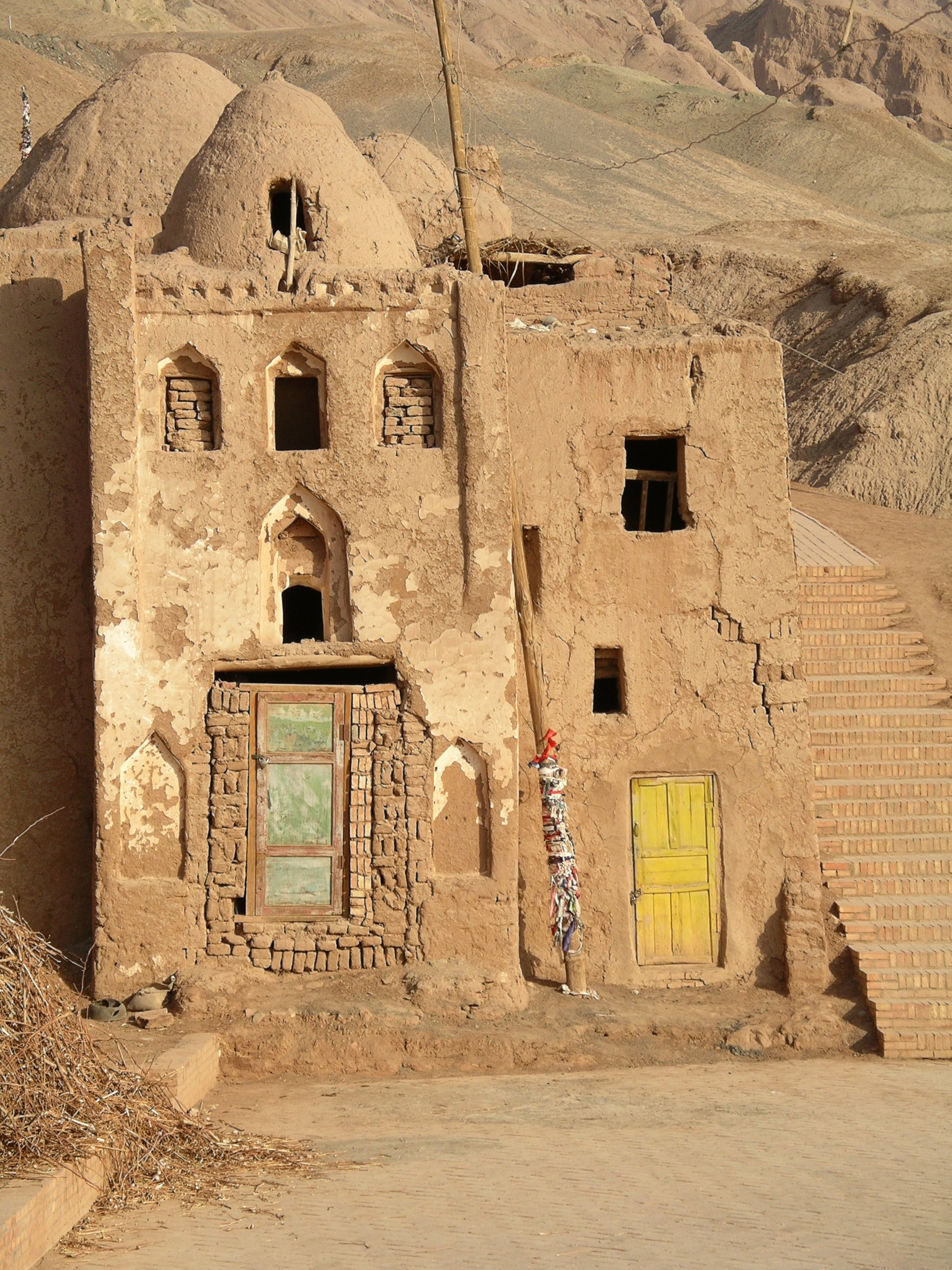
Mesquita em Tuyoq, Sinquião

Mesquitas, santuários e cemitérios muçulmanos em Sinquião foram alvo de destruição sistemática.  Cerca de 16.000 mesquitas foram destruídas ou danificadas, minaretes foram demolidos e “elementos decorativos foram apagados ou cobertos com tinta”.
Em 2005, a ONG Human Rights Watch referiu que “informação dispersa em fontes oficiais sugere que a retaliação” contra mesquitas não apoiadas pelo Estado chinês era prevalecente e que o secretário do Partido Comunista de Sinquião referiu que os uigures “não devem ter de construir novos locais para atividades religiosas”. O governo chinês proibiu que menores participassem em atividades religiosas em Sinquião de uma forma que, de acordo com a Human Rights Watch, “não tem qualquer fundamento na lei chinesa”.
De acordo com uma análise do jornal The Guardian, mais de um terço das mesquitas e locais religiosos na China sofreram “danos estruturais significativos” entre 2016 e 2018, tendo quase um sexto de todas as mesquitas e santuários sido demolidos por completo. Isto inclui o túmulo do imã Asim, um túmulo de lama no deserto de Taclamacã, e o santuário de Ordam no mazar de Ali Arslan Khan. De acordo com o The Guardian, os muçulmanos uigures acreditam que peregrinações repetidas a estes túmulos podem cumprir a obrigação de completar o Hadji.
A Mesquita Id Kah, é a maior mesquita de Sinquião e da China. Segundo a Radio Free Asia, um serviço noticioso internacional sem fins lucrativos financiado pelo governo dos E.U.A., uma placa contendo escritura corânica, que há muito se encontrava pendurada à entrada da mesquita, foi removida pelas autoridades. Turghunjan Alawudun, diretor do Congresso Mundial dos Uigures (World Uyghur Congress), disse à Radio Free Asia que a placa foi removida como “um aspeto das medidas malvadas do regime chinês com o objetivo de eliminar a fé islâmica entre os uigures... e os próprios uigures.” Em 2019, o website de jornalismo de investigação Bellingcat referiu que “existe uma repressão e detenção sistemáticas da minoria muçulmana uigur em Sinquião, e a destruição de edifícios islâmicos nesta província pode ser um passo em frente na repressão em curso.” Anna Fifield do jornal The Independent escreveu em 2020 que Casgar já não tem nenhuma mesquita em funcionamento, enquanto que o jornal The Globe and Mail referiu que os únicos serviços da mesquita Id Kah, que foi transformada numa atração turística, eram encenados para dar aos visitantes estrangeiros a impressão de que a religião estava a ser praticada livremente e que o número de fiéis da mesquita tinha decrescido significativamente.

### Educação

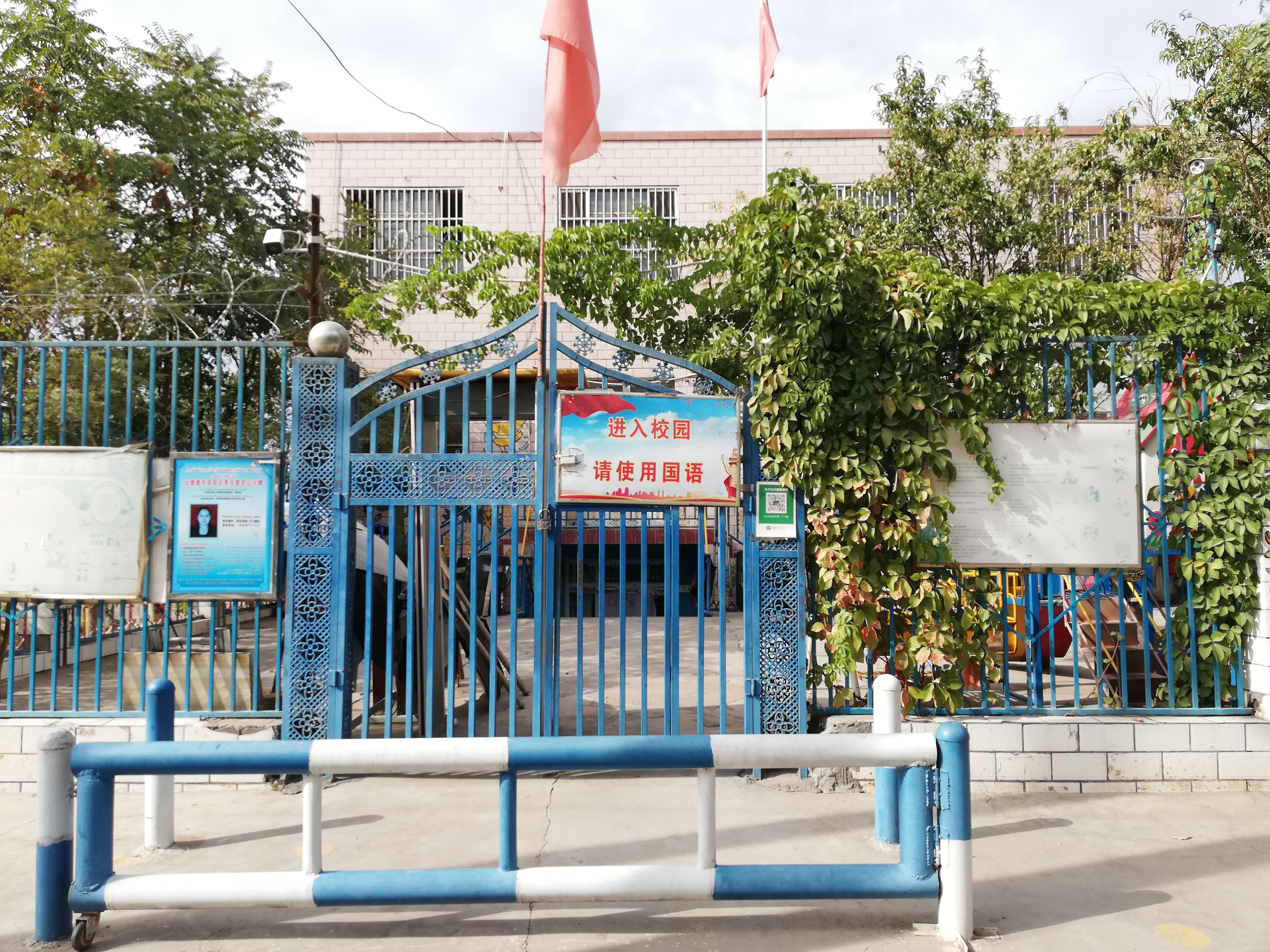
A placa no portão diz, em chinês: “[Você está a] Entrar na escola. Por favor fale guoyu [“a língua nacional”, i.e., chinês mandarim].”

Em 2011, escolas em Sinquião transitaram para o que os oficiais chamaram uma política de educação bilingue. O principal meio de instrução agora é chinês mandarim, com apenas algumas horas por semana dedicadas a literatura uigur. Apesar da ênfase em educação bilingue, poucas crianças han são ensinadas a falar a língua uigur.
Estudantes uigures estão também a ser encaminhados em um número cada vez maior para escolas residenciais longe das suas comunidades, onde não podem falar uigur.  De acordo com a informação publicada em 2020 pela Radio Free Asia, educação monolingue em mandarim foi introduzida numa escola secundária influente em Casgar que anteriormente providenciava educação bilingue.
Sayragul Sauytbay, uma professora de etnia cazaque que mais tarde fugiu da China, descreveu como foi forçada a ensinar num campo de internamento, dizendo que o campo estava “sobrelotado e sem condições higiénicas”, os seus alunos detidos tendo apenas a comida mínima suficiente para sobreviver. Sauytbay acrescentou que as autoridades forçavam os alunos detidos a aprender chinês, a frequentar aulas de doutrinação e a fazer confissões públicas. Adicionalmente, ela mencionou que violações e tortura era comuns, e que as autoridades forçavam os detidos a tomar medicamentos que deixaram alguns indivíduos estéreis ou com deficiências cognitivas.
Em 2021 os manuais escolares padrão da língua uigur em Sinquião, um uso desde o início do século XXI, foram proibidos, e os seus autores e editores condenados à morte ou prisão perpétua por separatismo. Os manuais escolares tinham sido criados e aprovados pelos oficiais governamentais pertinentes, contudo, de acordo com a AP, em 2021 o governo chinês disse que as “edições de 2003 e 2009 dos manuais contêm 84 passagens que defendem separatismo étnico, violência, terrorismo e extremismo religioso, e que várias pessoas foram inspiradas pelos livros a participar num motim na capital regional de Urumqi em 2009.”

### Académicos e figuras religiosas detidos

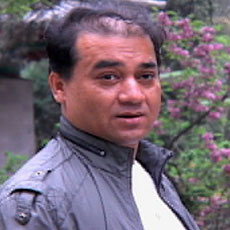
O economista uigur Ilham Tohti

O Uyghur Human Rights Project (Projeto para os Direitos Humanos dos Uigures) identificou pelo menos 386 intelectuais uigures que foram aprisionados, detidos ou desaparecidos. Estes desapareceram ou foram detidos desde o início de 2017 como vítimas da campanha de repressão etno-religiosa perpetrada pelo governo chinês na terra nativa dos uigures.
O economista uigur lham Tohti foi sentenciado a prisão perpétua em 2014. A Amnistia Internacional descreveu a sua sentença como injusta e deplorável. Rahile Dawut, uma proeminente antropóloga uigur que estudou e preservou santuários uigures, canções tradicionais e folclore uigur é vítima de desaparecimento forçado.
De acordo com a Radio Free Asia, o governo chinês deteve o imã uigur Abduheber Ahmet depois de ele ter levado o seu filho para uma escola religiosa não autorizada pelo Estado chinês. A Radio Free Asia referiu que anteriormente Ahmet tinha sido elogiado pelo governo chinês como um imã “cinco estrelas”, mas foi sentenciado em 2018 a mais de cinco anos de prisão por esta ação.

### Cemitérios
Em setembro de 2019, a Agence France-Presse (AFP) visitou 13 cemitérios destruídos em quatro cidades e testemunhou que permanecem ossos expostos em quatro deles. Através do exame de imagens de satélite, a agência noticiosa determinou que a campanha de destruição de túmulos estava a decorrer há mais de uma década. De acordo com uma notícia anterior da AFP, três cemitérios no condado de Xayar estão entre as dezenas de cemitérios uigures destruídos entre 2017 e 2019. As ossadas humanas desenterradas nos cemitérios do condado de Xayar foram abandonadas. Em janeiro de 2020, a CNN referiu, com base em análises de imagens de satélite do serviço Google Maps, que as autoridades chinesas destruíram mais de 100 cemitérios em Sinquião, maioritariamente cemitérios uigures. A CNN referiu haver uma relação entre a destruição dos cemitérios e a campanha do governo para controlar uigures e muçulmanos em geral. O governo chinês diz que as destruições de cemitérios e túmulos são relocalizações devido às más condições dos cemitérios, e que os mortos foram reenterrados em cemitérios novos e padronizados.

Isto é tudo parte da campanha da China para erradicar todas as provas de quem nós somos, para nos fazer efetivamente chineses han. (…) É por isso que eles estão a destruir todos estes locais históricos, estes cemitérios, para nos separar da nossa história, dos nossos pais e antepassados.— Salih Hudayar (o cemitério dos seus bisavôs foi demolido)

Um dos cemitérios destruídos foi o cemitério de Sultaim (37° 07′ 02″ N, 79° 56′ 04″ L), o histórico cemitério uigur central, em que gerações de uigures foram enterrados; e o santuário mais sagrado da cidade de Cotã, que foi demolido, sendo o terreno reutilizado para um parque de estacionamento entre 2018 e 2019. A CGTN, um canal de televisão internacional detido pelo Estado chinês e associado ao Partido Comunista Chinês, disse que os túmulos foram relocalizados.

### Incentivos para o casamento e costumes
De acordo com a especialista em estudos de género Leta Hong Fincher, o governo chinês ofereceu incentivos a casais uigures para terem menos filhos, e a mulheres uigures para casarem com homens de outras raças. De acordo com a coordenadora do Uyghur Human Rights Project, sediado nos E.U.A.,  Zubayra Shamseden, o governo chinês “quer apagar a cultura e a identidade uigures através da reconstrução das suas mulheres”.
Casamentos entre uigures e chineses han são encorajados com subsídios do governo. Em agosto de 2014, as autoridades locais no condado de Cherchen (condado de Qiemo) anunciaram “Medidas de incentivo para encorajar casamentos entre uigures e chineses”, incluindo uma recompensa de 10.000 yuan RMB por ano durante os primeiros cinco anos para estes casais, assim como tratamento preferencial para emprego e habitação, e ainda educação gratuita para os casais, seus pais e filhos. O secretário do PCC do condado, Zhu Xin, comentou:

O nosso apoio ao casamento inter-racial é promover energia positiva… Só promovendo o estabelecimento de uma estrutura social e de um ambiente comunitário em que todos os grupos étnicos estão interligados… podemos promover a grande união, a fusão étnica e o desenvolvimento de todos os grupos étnicos em Sinquião, e finalmente realizar o nosso sonho chinês do grande rejuvenescimento da nossa nação chinesa
Em outubro de 2017, o casamento de um homem chinês han da província de Henan com uma mulher uigur do condado de Lop foi celebrado na página de rede social do condado:

Eles deixarão que a unidade étnica floresça para sempre nos seus corações,
Que a unidade étnica se torne a sua própria carne e osso.
Darren Byler, um antropólogo e sinólogo da Universidade de Washington, disse que uma campanha nas redes sociais em 2020 para casar 100 mulheres uigures com homens han indicava que “uma certa dinâmica de poderes racializada é parte deste processo,” comentando: “Parece ser de facto um esforço para produzir maior assimilação e diminuir as diferenças étnicas através do encaminhamento de uigures para relações dominadas por chineses han.”
De acordo com a Radio Free Asia, em março de 2017 Salamet Memetimin, que é de etnia uigur e a secretária do Partido Comunista para a aldeia Bekchan (no condado de Qira, prefeitura de Cotã) foi demitida por tomar os seus votos matrimoniais em sua casa segundo os costumes islâmicos. Em entrevistas com a Radio Free Asia em 2020, residentes e oficiais do condado de Shufu (Kona Sheher), na prefeitura de Casgar afirmaram que não era mais possível realizar os votos do casamento uigur tradicional neste condado.

### Indumentária

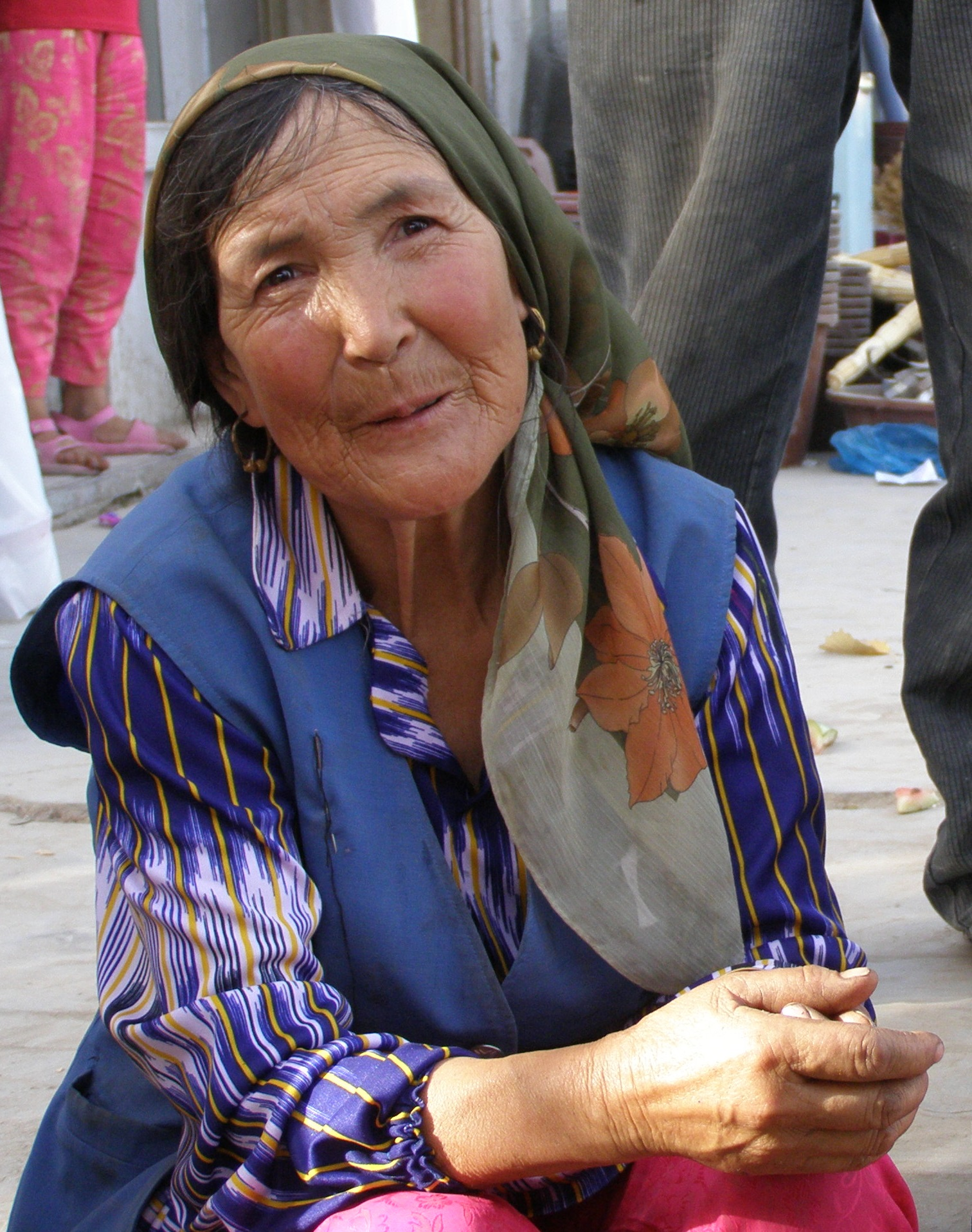
Uma mulher uigur vestindo um hijabe em Sinquião

As autoridades chinesas opõem-se ao uso de lenços, véus ou outras peças de indumentária islâmica. No dia 20 de maio de 2014 ocorreu um protesto em Alakaga (Alaqagha, Alahage), Kuqa (Kuchar, Kuche), na prefeitura de Aksu, quando 25 mulheres e meninas foram detidas por usar lenços. De acordo com um oficial local, duas pessoas morreram e cinco foram feridas quando polícias armados disparam contra os protestantes.  Subsequentemente, uma equipa do Washington Post foi detida em Alakaga e depois deportada da região.
Manuais obtidos por fuga de informação dos campos de internamento de Sinquião indicam que alguns habitantes de Sinquião foram detidos por vestirem roupa tradicional.

### Nomes para os filhos
De acordo com a Radio Free Asia, em 2015 foi promulgada uma lista com nomes proibidos para ser dados a filhos por pessoas de minoria étnica em Cotã. A lista bania nomes como “Islão”, “Corão”, “Meca”, “Jihad”, “Imã”, “Saddam”, “Hajj”, e “Medina”. Mais tarde, o uso da lista foi estendido ao resto de Sinquião. Legislação que entrou em vigor a 1 de abril de 2017 tornou ilegal dar aos filhos nomes que o governo chinês considera que “exageram o fervor religioso”. Esta proibição inclui o nome Maomé, considerado o nome mais popular do mundo.

## Violações dos direitos humanos

### Dentro dos campos de internamento

#### Detenção em massa
Os campos de internamento de Sinquião são parte da estratégia do governo chinês para governar Sinquião através da detenção em massa de minorias étnicas. Investigadores e organizações têm estimativas diferentes sobre o número de pessoas que foram detidas nos campos de internamento de Sinquião. Em 2018, a vice-presidente do Comité para a Eliminação da Discriminação Racial das Nações Unidas, Gay McDougall, indicou que cerca de um milhão de uigures estavam detidos em campos de internamento. Em setembro de 2020, um livro branco do governo chinês revelou que uma média de 1,29 milhões de trabalhadores passaram por “treino vocacional” por ano entre 2014 e 2019, mas não especifica quantas desses pessoas receberam o treino em campos e quantas vezes passaram pelo treino. Adrian Zenz afirmou que isto “dá-nos uma extensão possível do trabalho coercivo” que ocorre em Sinquião. Foram tornadas públicas várias alegações da ocorrência de mortes em massa dentro dos campos.
Em março de 2019, Adrian Zenz disse às Nações Unidas que 1,5 milhões de uigures foram detidos nos campos, dizendo que este seu número toma em conta quer os aumentos em tamanho dos campos e a extensão do recurso à detenção na região, quer os relatos na comunicação social de uigures exilados com família nos campos de internamento. Em julho de 2019, Zenz escreveu no jornal académico Journal of Political Risk que 1,5 milhões de uigures tinham sido detidos extrajudicialmente, o que descreveu como sendo “equivalente a pouco menos de um em cada seis membros adultos de um grupo minoritário turcomano e predominantemente muçulmano em Sinquião.” Em novembro de 2019, Zenz estimava que o número de campos de internamento em Sinquião era já superior a 1000. Em julho de 2020 Zenz escreveu na revista Foreign Policy que a sua estimativa tinha aumentado desde novembro de 2019, estimando agora que um total de 1,8 milhões de uigures e membros de outras minorias étnicas tinham sido detidos extrajudicialmente naquilo que descreveu como “a maior encarceração de uma minoria etnorreligiosa desde o holocausto,” e defendeu que o governo chinês estava a pôr em prática medidas que infringiam a Convenção das Nações Unidas sobre a Prevenção e Repressão do Crime de Genocídio.
De acordo com um estudo de 2020 por Joanne Smith Finley, “a reeducação política envolve sinização coerciva, mortes nos campos por subalimentação, falta de condições higiénicas, recusa de cuidados médicos e violência (espancamentos); violação sexual de prisioneiros homens e mulheres; e, desde o final de 2018, transferências dos prisioneiros mais recalcitrantes — geralmente homens jovens e religiosos — para prisões de alta segurança em Sinquião ou no interior da China. Outros “graduados” dos campos foram encaminhados para trabalho forçado securitizado. Aqueles que se mantêm fora dos campos praticam auto-censura religiosa e cultural devido ao medo causado pelas ameaças de internamento.”
Ethan Gutmann estimou em dezembro de 2020 que morreram 5 a 10 porcento dos detidos por ano nos campos.

#### Tortura

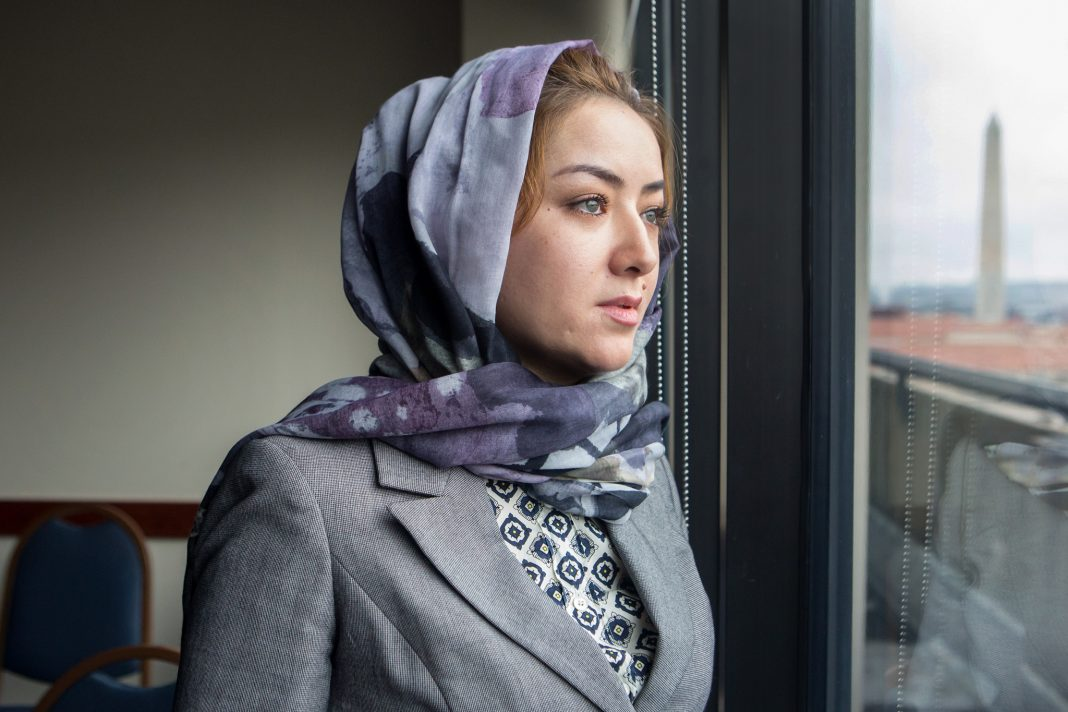
Mihrigul Tursun, uma mulher uigur que foi detida nos campos de internamento de Sinquião

A China sujeitou os uigures que vivem em Sinquião a tortura.
Mihrigul Tursun, uma jovem mãe uigur, disse que foi “torturada e sujeitada a outras condições brutais”.  Em 2018, Tursun prestou um depoimento em que descreveu a sua experiência nos campos: foi drogada, interrogada durante dias sem dormir, sujeitada a exames médicos intrusivos, e amarrada a uma cadeira e agredida com choques elétricos. Foi a terceira vez que ela foi detida num campo desde 2015. Tursun  disse aos jornalistas que se lembrava de os interrogadores lhe dizerem: “Ser uigur é um crime.” A porta-voz do Ministério dos Negócios Estrangeiros da China Hua Chunying afirmou que Tursun foi detida pela polícia por 20 dias por ser “suspeita de incitar ódio e discriminação étnicos”, mas negou que Tursun alguma vez tenha sido detida num campo de internamento.
Outro antigo detido, Kayrat Samarkand, disse que “eles fizeram-me vestir o que chamavam de ‘roupas de ferro’, um fato de metal que pesava mais de 50 libras [23 kg]… Este fato forçava os meus braços e pernas a permanecer numa posição estendida. Não me conseguia mover de todo e sentia uma dor terrível nas costas…   Eles fazem isso para quebrar os nossos espíritos. Depois de 12 horas, fiquei calmo e obediente.”
O afogamento simulado está alegadamente entre as formas de tortura utilizadas no processo de doutrinação.

#### Esterilizações e contraceção forçadas
Desde 2019 que começaram a aparecer relatos de esterilizações forçadas em Sinquião. Zumrat Dwut, uma mulher uigur, disse ter sido esterilizada contra a sua vontade com uma laqueação de trompas enquanto estava num dos campos, antes que o seu marido a tenha conseguido retirar do campo com pedidos a diplomatas paquistaneses. O governo regional de Sinquião nega que ela tenha sido esterilizada contra a sua vontade.
Em abril de 2021, a médica uigur exilada Gülgine disse publicamente que a esterilização forçada de uigures é realizada desde os anos 80 do século XX. Desde 2014 que há uma indicação para que haja um forte aumento no número de mulheres uigures esterilizadas de forma a garantir que os uigures se mantenham uma minoria na região. Gülgine disse que “Em alguns dias havia cerca de 80 cirurgias de esterilização forçada”. Ela apresentou dispositivos intrauterinos (DIUs) e notou que “estes dispositivos foram inseridos nos ventres das mulheres para as deixar inférteis contra a sua vontade.”

#### Lavagem cerebral
Kayrat Samarkand descreveu a sua rotina num dos campos para a NPR: “Para além de viverem em áreas de habitação sobrelotadas, ele diz que os detidos tinham de cantar canções elogiando o líder chinês Xi Jinping antes que lhes fosse dada autorização para comer. Ele diz que os detidos eram obrigados a memorizar a lista que ele chamava de ‘126 mentiras’ sobre religião: ‘A religião é ópio, a religião é má, não podes acreditar na religião, tens de acreditar no Partido Comunista’, segundo o que ele se lembra. ‘Só [o] Partido Comunista te pode levar a um futuro brilhante.’”
Documentos que o jornal The New York Times obteve de um oficial chinês anónimo sugeriam “Se os estudantes perguntarem se os seus pais cometeram algum crime, devem dizer não, mas que a sua mente foi infetada por pensamentos doentios. A liberdade só é possível quando este ‘vírus’ for erradicado da sua mente e eles ficaram saudáveis.”
A Heritage Foundation referiu que “crianças cujos pais estão detidos nos campos são frequentemente encaminhadas para orfanatos estatais e sofrem lavagem cerebral para esquecer as suas origens étnicas. Mesmo se os seus pais não forem detidos, as crianças uigures têm de ser levadas para o interior da China e ser imergidas na cultura han, sob a medida ‘salas de aula de Sinquião’”.
Em 2021, Gulbahar Haitiwaji afirmou ter sido obrigada a denunciar a sua família depois de a sua filha ter sido fotografada a participar num protesto em Paris.

#### Trabalho
De acordo com a publicação online Quartz, a região de Sinquião é descrita como um “‘gulag de algodão’ onde trabalho prisional está presente a cada etapa da cadeia de abastecimento...”
Tahir Hamut, um muçulmano uigur, trabalhou num campo de trabalho durante a escola primária, enquanto criança, e mais tarde, já adulto, trabalhou num campo de trabalho realizando tarefas como colher algodão, mover cascalho com uma pá e fazer tijolos. “Todos são obrigados a fazer todo o tipo de trabalho forçado ou sofrem punição,” disse ele. “Quem não for capaz de terminar as suas tarefas é espancado.”
Em dezembro de 2020, um artigo de investigação no site noticioso BuzzFeed News revelou que “trabalho forçado em larga escala está quase certamente a decorrer dentro dos campos de internamento de Sinquião, com 135 instalações fabris identificadas dentro dos campos cobrindo mais de 21 milhões de pés quadrados (aprox. 2000 km2) de terra. O artigo notava que “só em 2018 foram construídos catorze milhões de pés quadrados de novas fábricas” dentro dos campos, e que “antigos detidos disseram que nunca lhes foi dada uma escolha sobre o trabalho e que recebiam uma ninharia ou nada mesmo”.
Um website chinês alojado pela empresa tecnológica Baidu publicou anúncios de oferta de transferências de trabalhadores uigures em grupos de 50 a 100. Em 2019, o Plano Quinquenal do governo de Sinquião tem um “programa de transferência laboral” oficial para “providenciar mais oportunidades de emprego para o excesso da força laboral rural.” Estes grupos de uigures estão sob gestão “meio-militar” e supervisão direta. O dono de uma fábrica de processamento de marisco disse que a força laboral uigur na sua fábrica tinha regressado a Sinquião devido à pandemia de COVID-19 e que os trabalhadores eram pagos e devidamente alojados.

#### Experiências médicas
Antigos detidos disseram ter sido sujeitados a experiências médicas.

#### Violações sexuais em massa organizadas e tortura sexual
A BBC News e outras fontes tornaram públicos relatos de violações sexuais em massa organizados e tortura sexual perpetrados pelas autoridades chinesas nos campos de internamento.
Várias mulheres anteriormente detidas nos campos de internamento de Sinquião fizeram publicamente acusações de abuso sexual sistémico, incluindo violações, violações em grupo e tortura sexual, como penetração vaginal e anal forçada com bastões elétricos, e pimenta em pasta esfregada nos genitais. Sayragul Sauytbay, uma professora que foi forçada a trabalhar nos campos, disse à BBC que os empregados do campo de internamento em que foi detida realizavam violações em massa, dizendo que os guardas do campo “escolhiam as jovens e mulheres que queriam e levavam-nas”. Ela também falou à BBC de uma violação em grupo organizada em que uma mulher com cerca de 21 anos foi forçada a fazer uma confissão em frente de um grupo de 100 outras mulheres também detidas nos campos, antes de ser violada por vários polícias em frente das pessoas reunidas. Em 2018, uma entrevista com Sauytbay no jornal Globe and Mail indicou que ela não viu violência no campo pessoalmente mas testemunhou subalimentação e uma completa privação de liberdade. Tursunay Ziawudun, uma mulher que foi detida nos campos de internamento por um período de nove meses, disse à BBC que mulheres era retiradas das suas celas “todas a noites” para ser violadas por homem chineses, e que ela foi sujeitada a violações em grupo por três vezes, enquanto estava detida. Numa entrevista anterior Ziawudun disse que ela “não foi espancada nem abusada” mas que enquanto estava nos campos foi sujeitada a interrogatórios prolongados, forçada a assistir a propaganda, cortaram-lhe o cabelo, estava sob vigilância constante e mantida no frio com má comida, o que a levou a desenvolver anemia.  Qelbinur Sedik, uma mulher usbeque de Sinquião, afirmou que os polícias chineses abusavam sexualmente as detidas durante sessões de tortura com choques elétricos, dizendo que “havia quatro tipos de choques elétricos… a cadeira, a luva, o capacete e violação anal com um bastão”.
Oficiais do governo chinês negam todas as acusações de que tenham ocorrido violações dos direitos humanos nos campos de internamento. A agência Reuters, referiu em março de 2021 que oficiais do governo chinês também divulgaram informação pessoal médica das mulheres que testemunharam publicamente sobre a sua experiência nos campos com o intuito de as desacreditar.
Em fevereiro de 2021, a BBC lançou uma investigação exaustiva que alegava a ocorrência de abuso sexual sistemático dentro dos campos. A BBC alegava que as violações em grupo e a tortura sexual faziam parte de uma cultura de violação sexual sistemática que incluía tanto polícias como homens de fora dos campos que pagavam por tempo passado com as jovens mais bonitas. A CNN emitiu uma peça jornalística em fevereiro de 2021 com um trabalhador e várias antigas detidas que sobreviveram aos campos na qual eles providenciaram detalhes sobre assassínio, tortura e violações sexuais nos campos, situações que eles descreviam como ocorrendo regularmente.

### Fora dos campos de internamento

#### DIUs e controlo de natalidade
A China realiza testes de gravidez regularmente a centenas de milhares de mulheres de etnias minoritárias em Sinquião.
O investigador Adrian Zenz referiu, citando o Anuário da População e Emprego da China de 2019, que 80% de todas as novas colocações de DIUs (inserções menos remoções) na República Popular da China em 2018 foram realizadas em Sinquião, apesar de a região conter apenas 1,8% da população do país. Zenz assinalou que as taxas de natalidade em condados em que a maioria da população consiste de minorias étnicas começou a cair em 2015, “exatamente o ano em que o governo começou a apontar a ligação entre crescimento populacional e ‘extremismo religioso’”.:8 Antes da recente queda nas taxas de natalidade, a população uigur tinha uma taxa de crescimento populacional alta, 2,6 vezes a taxa de crescimento dos chineses han entre 2005 e 2015.:5
De acordo com um fax enviado pelo governo regional de Sinquião à CNN, a taxa de natalidade na região de Sinquião caiu 32,68% de 2017 a 2018. Em 2019, a taxa de natalidade caiu 24% em relação ao ano anterior, uma queda significativamente maior que o decréscimo de 4,2% da taxa de natalidade de toda a República Popular da China. De acordo com Zenz, a taxa de crescimento populacional caiu 84% nas duas maiores prefeituras uigures de Sinquião, Casgar e Cotã, entre 2015 e 2018.
Segundo Adrian Zenz, documentos do governo chinês estipulam a violação do controlo de natalidade por uigures como punível com internamento extrajudicial.
Também em 2019, a Heritage Foundation afirmou que oficiais forçaram mulheres uigures a tomar medicamentos e líquidos desconhecidos que as fizeram perder a consciência e por vezes deixar de menstruar. Informações publicadas em 2020 continuaram a indicar que um programa de esterilização forçada em grande escala estava em curso, com a Associated Press a referir que existia uma prática “generalizada e sistemática” de forçar mulheres uigures e de outras minorias étnicas a tomar medicação anticoncecional na região de Sinquião. Muitas mulheres afirmaram ter sido obrigadas a receber implantes contracetivos.
As autoridades regionais não negaram a queda da taxa de natalidade, mas negaram fortemente que se tratasse de esterilizações forçadas ou de um genocídio. As autoridades de Sinquião defenderam publicamente que o declínio das taxas de natalidades se deve à “implementação abrangente da política de planeamento familiar.” A Embaixada da China nos Estados Unidos defendeu este regime como positivo e uma forma de dar mais poder às mulheres uigures, escrevendo que “através do processo de erradicação de extremismo, as mentes das mulheres uigures foram emancipadas, e a igualdade de género e a saúde reprodutiva foram promovidas, permitindo que elas não mais sejam máquinas produtoras de bebés. Elas estão mais confiantes e independentes.” O Twitter removeu este tweet por violar as suas políticas.

#### Coabitação forçada, partilha de cama, violação sexual e aborto
A partir de 2018, mais de um milhão de trabalhadores do governo chinês começaram a viver em casas de famílias uigures, contra a vontade das famílias, com o propósito de monitorizar e avaliar a sua resistência à assimilação, assim como vigiar o exercício de práticas religiosas e culturais desaconselhadas.
O programa de “Emparelhamento e Formação de Famílias”, é um programa durante o qual homens chineses han escolhidos para vigiar as casas de uigures dormem na mesma cama que as mulheres uigures. Segundo a Radio Free Asia, estes trabalhadores han do governo chinês foram treinados para se apresentarem como “familiares” e têm posto em prática a coabitação forçada em casas uigures com o propósito de promover a “unidade étnica”. A Radio Free Asia referiu que estes homens “frequentemente dormem nas mesmas camas que as esposas de homens detidos nos campos de internamento da região”. Ativistas uigures criticaram este programa como parte de uma campanha de “violação sexual em massa disfarçada de ‘casamento’” e a “total destruição da segurança e bem-estar dos membros da família.” Oficiais chineses afirmaram que a partilha de camas é aceitável, desde que seja mantida uma distância de um metro entre a mulher e o “familiar’ designado para essa casa uigur. A Human Rights Watch condenou o programa “Emparelhamento e Formação de Famílias” como uma prática de assimilação forçada profundamente invasiva.”
Uma mulher grávida de 37 anos da região de Sinquião disse que tentou renunciar à sua nacionalidade chinesa para viver no Cazaquistão, mas o governo chinês disse que ela precisava regressar à China para completar o processo. Ela alega que funcionários do governo confiscaram o seu passaporte e o dos seus dois filhos antes de a obrigar a realizar um aborto, como forma de evitar que o seu irmão fosse detido num campo de internamento.
Um livro de Guo Rongxing sobre os distúrbios em Sinquião afirma que o motim em Baren em 1990 se tratou de uma resposta a 250 abortos forçados impostos a mulheres uigures locais pelo governo chinês.

#### Alegações de recolha de órgãos
Ethan Gutmann, co-fundador da International Coalition to End Transplant Abuse in China (ETAC, “Coligação Internacional para Acabar com o Abuso de Transplantes”) e investigador da área de estudos chineses na Fundação Memorial das Vítimas do Comunismo, concluiu que a recolha de órgãos de prisioneiros de consciência se tornou prevalecente quando membros do grupo étnico uigur foram feitos alvo de movimentos repressivos e “campanhas mão pesada” nos anos 90 do século XX. De acordo com Gutmann, a recolha de órgãos de prisioneiros uigures diminuiu significativamente a partir de 1999, com os membros do grupo religioso Falun Gong a tomar o lugar dos uigures como fonte de órgãos.
Durante a década de 2010, voltaram a surgir preocupações sobre a recolha de órgãos de uigures. De acordo com uma determinação unânime do Tribunal da China (um tribunal não governamental sediado em Londres) em maio de 2020, a China perseguiu e realizou experiências médicas em uigures. O seu relatório expressa a preocupação que os uigures estavam vulneráveis a ser sujeitos à recolha de órgãos, mas não possuía ainda provas da sua ocorrência. Em novembro de 2020, Gutmann disse à Radio Free Asia que um antigo hospital, que tinha sido convertido num campo de internamento de Sinquião, permitia aos oficiais locais simplificar o processo de recolha de órgãos e oferecer um fluxo constante de órgãos recolhidos de uigures. Mais tarde, em dezembro de 2020, ativistas pelos direitos humanos e investigadores independentes disseram ao jornal Haaretz que indivíduos detidos nos campos de internamento “estão a ser assassinados e os seus órgãos recolhidos.” Por essa altura, Gutmann disse ao Haaretz que ele estima que pelo menos 25.000 uigures por ano são mortos em Sinquião pelos seus órgãos e que foram recentemente construídos crematórios na província para que se possam desfazer mais facilmente dos cadáveres das vítimas. Gutmann disse que foram criadas “vias rápidas” para o movimento de órgãos humanos nos aeroportos locais.
Em 2020, uma mulher chinesa disse que uigures eram mortos a pedido para oferecer órgãos halal principalmente para clientes sauditas. Ela disse que num desses casos em 2006, 37 clientes sauditas receberam órgãos de uigures assassinados no Departamento de Transplantes do Fígado do Hospital Taida de Tianjin. O Dr. Enver Tohti, um antigo cirurgião oncológico em Sinquião, apoiou estas alegações.

#### Trabalho forçado
O governo chinês deslocou mais de 600.000 uigures para locais de trabalho industriais como parte de programas de trabalho forçado.
Em janeiro de 2020 começaram a aparecer no Douyin vídeos mostrando um grande número de uigures sendo colocados em aviões, comboios e autocarros para serem transportados para programas de trabalho fabril forçado. Em março de 2020, foi descoberto que o governo chinês estava a usar a minoria uigur para realizar trabalho forçado em sweatshops. De acordo com um relatório publicado pelo Australian Strategic Policy Institute, não menos de 80.000 uigures foram retirados contra a sua vontade de Sinquião e usados para trabalho forçado em pelo menos vinte e sete fábricas em todo o país. De acordo com o Business and Human Rights Resource Centre (Centro de Recursos para os Negócios e os Direitos Humanos, uma instituição de beneficência com sede no Reino Unido), empresas como Abercrombie & Fitch, Adidas, Amazon, Apple, BMW, Fila, Gap, H&M, Inditex, Marks & Spencer, Nike, North Face, Puma, PVH, Samsung, e Uniqlo usaram estas fábricas para a produção dos seus produtos. Mais de 570.000 uigures são obrigados a colher algodão à mão em Sinquião. O sistema de trabalho forçado chinês tem o intuito de reduzir a densidade populacional etnia uigur.

### Fora da China
A China foi acusada de coordenar esforços para coagir uigures que vivem no estrangeiro a regressar e de usar a família que ainda têm na China para pressionar os membros da diáspora a não causar problemas ao Estado. A China nega estas acusações assim como todas as acusações relacionadas com o genocídio uigur.
O sistema de vigilância totalitário da China abrange o estrangeiro e tem uma ênfase especial na monitorização da diáspora uigur. De acordo com a revista MIT Technology Review, “O hacking dos uigures pela China é tão agressivo que é efetivamente global, abrangendo uma área muito além das fronteiras do país. Tem como alvo jornalistas, dissidentes, e qualquer um que levante suspeitas de falta de lealdade a Pequim.”
Em março de 2021, o Facebook descobriu que hackers na China tinham vindo a realizar ciberespionagem contra membros da diáspora uigur.

## Uso de tecnologia biométrica e de vigilância
As autoridades chinesas têm utilizado tecnologia biométrica para seguir indivíduos na comunidade uigur. Yahir Imin, um homem uigur de 38 anos, disse que as autoridades chinesas em Sinquião recolheram o seu sangue, digitalizaram os seus traços faciais com um scanner, registaram as suas impressões digitais e documentaram a sua voz. Sui-Lee Wee afirma num artigo que uma parte central da estratégia da China é recolher material genético de milhões de pessoas na região de Sinquião. O material genético recolhido é registado numa base de dados extensa, que dá ao Estado a capacidade de seguir indivíduos uigures que se oponham à campanha. A China tem explorado o uso de tecnologia de reconhecimento facial para identificação étnica e como usar o ADN para saber se um indivíduo é uigur. De acordo com um assistente da Universidade de Windsor, no Ontário, Mark Munsterhjelm, a RPC está a criar “tecnologias usadas para caçar pessoas.”
Em 2017, construção relacionada com segurança triplicou em Sinquião. De acordo com Charles Rollet, “os projetos [na China] incluem não só câmaras de segurança mas também centros de análise de vídeo, sistemas de monitorização inteligentes, centros de big data, pontos de controlo da polícia, e mesmo drones,” tendo a empresa produtora de drones DJI também fornecido drones de vigilância à polícia local desde 2017. O Ministério da Segurança Pública investiu biliões de dólares principalmente em dois planos governamentais: o projeto Skynet (天网工程, Tiānwǎng Gōngchéng ) e o projeto Sharp Eyes (雪亮工程, Xuěliàng Gōngchéng). Estes dois projetos combinados procuram vigiar a população da China até ao ano 2020 através de reconhecimento facial por câmaras de vídeo para “resolutamente concretizar o objetivo de não haver nenhum ângulo morto, nenhum intervalo, nenhum espaço em branco”. De acordo com a Morgan Stanley, até 2020 já haverá 400 milhões de câmaras de vigilância. Várias startups chinesas têm vindo a construir algoritmos para permitir ao governo chinês monitorizar o grupo minoritário muçulmano. Estas startups incluem SenseTime, CloudWalk, Yitu, Megvii, e Hikvision.
Em julho de 2020, o Departamento de Comércio dos Estados Unidos sancionou 11 empresas chinesas, duas das quais subsidiárias do BGI Group, por violar os direitos humanos dos muçulmanos uigures e minorias de outras etnias na China, através da exploração da sua sequência genética. O BGI Group, assim como uma empresa de inteligência artificial e computação em nuvem sediada em Abu Dhabi, Group 42 —acusada de espionagem em 2019 — foram mencionados pelo Departamento da Segurança Interna e pelo Departamento de Estado do Estados Unidos em outubro de 2020, num aviso ao estado do Nevada contra o uso de 200.000 kits de teste de COVID-19 doados pelos Emirados Árabes Unidos em parceria com a empresa G42 e o BGI Group. As agências de informações dos Estados Unidos têm avisado que potências estrangeiras podem usar as amostras médicas dos pacientes para saber o seu historial médico, traços genéticos, doenças, etc.

### Dados biométricos
Por volta do ano 2013, o secretário do Partido de Sinquião Chen Quanguo lançou “Check-ups para todos”, oficialmente um programa de cuidados médicos. Foi exigido que “todos os residentes de Sinquião entre os doze e os 65 anos” fornecessem amostras de ADN. Também foram recolhidos dados como “tipos sanguíneos, impressões digitais, impressões de voz e padrões de íris.”
Oficiais em Tumxuk recolheram centenas de amostras de sangue de uigures, contribuindo para a campanha de recolha de ADN em massa. Tumxuk for chamada de “um importante campo de batalha para o trabalho de segurança em Sinquião” pelos media noticiosos estatais. Em janeiro de 2018, foi construído um laboratório criminal de ADN em Tumxuk supervisionado pelo Instituto da Ciência Forense da China. Documentos internos do laboratório mostram que este usava software da Thermo Fisher Scientific, uma empresa de Massachusetts. Este software foi utilizado para criar sequenciadores genéticos, úteis para analisar ADN. Em resposta, a Thermo Fisher declarou em fevereiro que não continuaria a vender o software para a região de Sinquião como resultado de “análises de factos específicos”.

### Monitorização de automóveis por GPS
Oficiais ordenaram os habitantes da região noroeste da China a instalar aparelhos de localização por GPS nos seus veículos para que possam monitorizar os seus movimentos. Esta medida afeta os habitantes da região de Sinquião, as autoridades tendo dito que “é necessário combater as ações dos extremistas islâmicos e separatistas.” Um anúncio publicado por oficiais na Prefeitura Autónoma Mongol de Bayingolin declarava que “existe uma ameaça grave do terrorismo internacional, e automóveis têm sido utilizados como um principal meio de transporte por terroristas, assim como têm sido sempre usados como armas. É, portanto, necessário monitorizar e seguir todos os veículos na prefeitura.”

## Classificação

### Avaliação profissional

#### Académicos

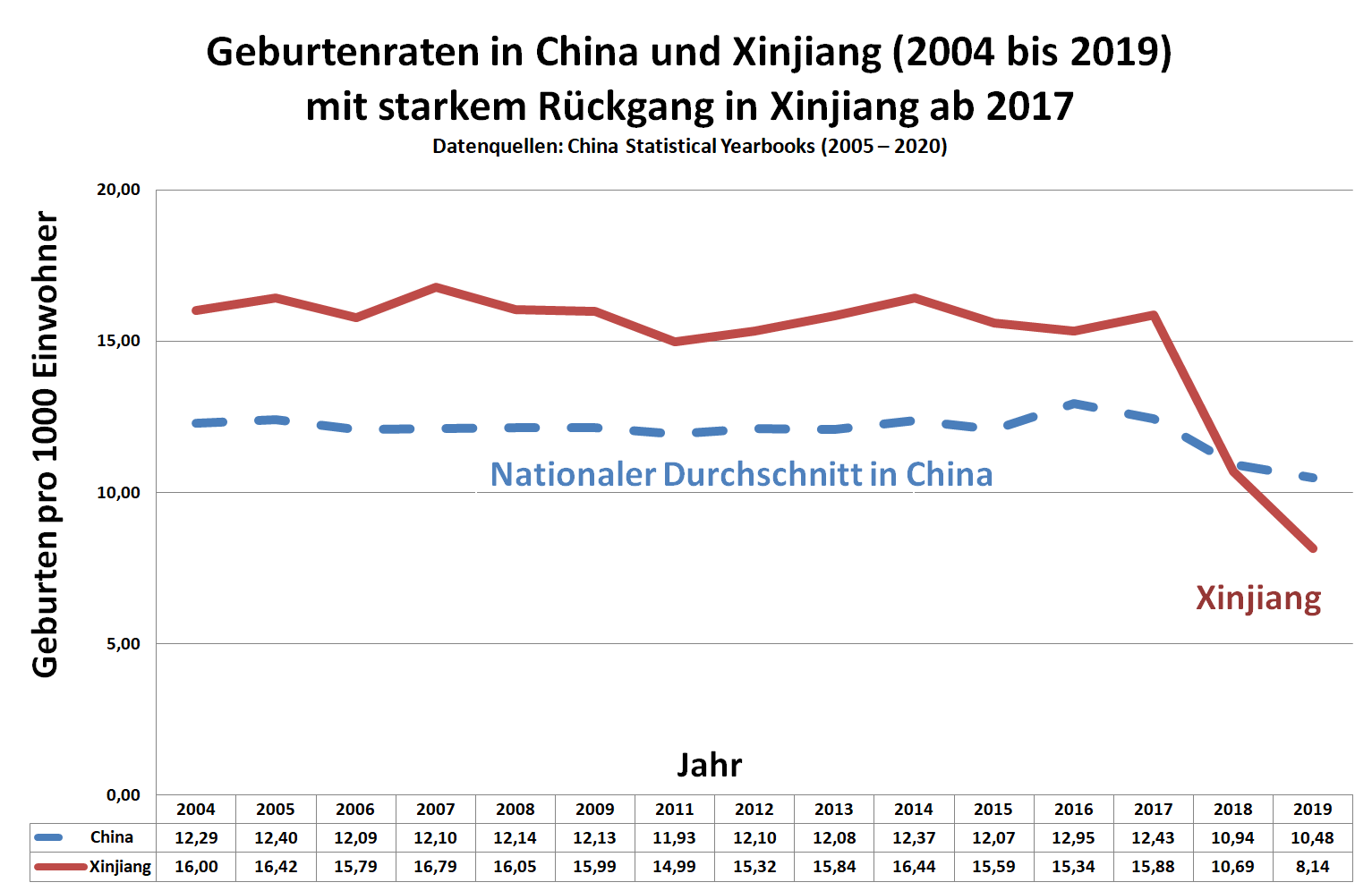
Desde 2017, a taxa de natalidade na região de Sinquião continua caindo abaixo da média nacional (de acordo com os Anuários Estatísticos oficiais da China 2005-2020)

Alguns exemplos de trabalhos acadêmicos e escolares que examinam o genocídio uigur são apresentados a seguir. Os estudos acadêmicos sobre o "genocídio uigur" datam de pelo menos 2019.
- Em maio de 2021, Rukiye Turdush (Uyghur Research Institute) e Magnus Fiskesjö (Universidade Cornell) analisaram as políticas da China contra as mulheres uigures e sua "punição", argumentando que essas políticas voltadas para as mulheres uigures são uma parte importante da definição de genocídio estabelecida pela Convenção do Genocídio.[283]
- No início de 2021, o uigur Mamtimin Ala publicou um livro Pior que a Morte: Reflexões sobre o genocídio uigur.[284][285] Ele explica como os direitos dos uigures têm diminuído sob o regime autoritário do Partido Comunista Chinês, que recentemente se transformou em genocídio.[284][285]
- Em 2020-2021, o Dr. Adrian Zenz (um antropólogo alemão especializado nas questões de Sinquião) publicou um relatório e forneceu evidências de que as políticas de Sinquião de Pequim atendem ao genocídio critérios da Convenção para a Prevenção e a Repressão do Crime de Genocídio. Algumas das evidências se baseiam na supressão das taxas de natalidade entre as comunidades étnicas uigur, incluindo a aplicação em larga escala do controle obrigatório da natalidade e da esterilização.[286][287]
- De 2020-2021, vários estudiosos também rotularam o tratamento dado aos uigures como "Genocídio Cultural".[288][289][290]
- No outono de 2020, o estudioso turco Ali Caksu (Universidade Técnica de Yıldız) argumentou em seu artigo que "Hoje, a região de Uyghur é a personificação viva da distopia orwelliana de 1984. O regime com suas políticas desumanas está atualmente carregando o genocídio por meio de campos de concentração, capitalismo de vigilância e capitalismo de terror".[291]
- Em 2019, Joseph E. Fallon, Pesquisador Associado Sênior do Fórum de Defesa do Reino Unido, argumentou que "o crime da China contra os uigures é uma forma de genocídio".[31][292]

#### Profissionais jurídicos
- Em março de 2021, o Newlines Institute for Strategy and Policy, um laboratório de ideias da Universidade Fairfax da América, divulgou um relatório declarando que "a República Popular da China tem a responsabilidade estatal de cometer um genocídio contra os Uyghurs em violação da Convenção sobre a Prevenção e Punição do Crime de Genocídio de 1948".[293][294][223] É a primeira vez que um grupo não governamental conduz uma análise jurídica independente das alegações de genocídio em Sinquião.[293][295][294] Os autores do relatório incluem Martha Minow (Harvard), Lloyd Axworthy (ex-ministro das Relações Exteriores do Canadá e ex-presidente da Universidade de Winnipeg), David Scheffer (professor da Escola de Direito da Universidade do Noroeste e ex-diplomata dos EUA) e dezenas mais.[223] Segundo o relatório, a determinação da "intenção de destruir os Uyghurs enquanto grupo deriva de provas objetivas, consistindo numa política e prática estatal abrangente, que o Presidente Xi Jinping, a autoridade máxima na China, pôs em marcha". A análise jurídica do Newlines Institute conclui que a República Popular da China é responsável pelas violações de cada disposição do Artigo II da Convenção sobre o Genocídio.[223][296][297]
- Em fevereiro de 2021, vários advogados das Câmaras do Tribunal de Essex (Reino Unido) escreveram um parecer jurídico intitulado "Responsabilidade penal internacional por crimes contra a humanidade e genocídio contra a população uigur na região autônoma uigur de Sinquião". O parecer jurídico de 105 páginas conclui que existe um "caso muito crível" de que o governo chinês cometeu atos contra a população uigur em Sinquião que constituem genocídio e crimes contra a humanidade.[298][299][300]
- Embora a República Popular da China (RPC) não seja membro do Tribunal Penal Internacional (TPI), a 6 de julho de 2020 foi apresentada uma queixa ao TPI, pedindo-lhe que investigasse os funcionários da RPC por crimes contra Uyghurs, incluindo alegações de genocídio.[301][302][303] O TPI respondeu em dezembro de 2020 e "pediu mais provas antes de estar disposto a abrir uma investigação sobre as alegações de genocídio contra o povo Uigur pela China, mas disse que manterá o processo aberto para que essas provas adicionais sejam apresentadas".[304]

### Etnocídio ou genocídio cultural

Páginas dos China Cables

Em 2008, Michael Clarke, um académico australiano que estuda o terrorismo, notou que “emergiu entre a comunidade emigrante uigur a tendência de retratar os uigures como estando a ser sujeitos a um ‘genocídio cultural’”, citando como exemplo um discurso de 2004 pelo presidente do Congresso Mundial dos Uigures Erkin Alptekin. Em 2012, um artigo de opinião da ativista uigur Rebiya Kadeer no Wall Street Journal descreveu o PCC como seguindo “políticas de genocídio cultural dos uigures”. Em 2018, a académica de direitos humanos da universidade UCL Kate Cronin-Furman defendeu que as políticas estatais chinesas constituíam genocídio cultural.
Em julho de 2019, Adrian Zenz, o académico alemão, usou o termo num artigo no jornal académico Journal of Political Risk intitulado: “Break Their Roots: Evidence for China’s Parent-Child Separation Campaign in Xinjiang” (“Quebrar as raízes: Provas da campanha de separação de pais e filhos em Sinquião”), e a sua investigação foi citada por fontes noticiosas como a BBC. Também em julho de 2019, James Liebold, um professor da Universidade La Trobe, uma universidade australiana, chamou ao tratamento dos uigures pelo governo chinês um “genocídio cultural” e afirmou que “nas suas próprias palavras, os oficiais do partido estão a ‘lavar cérebros’ e a ‘limpar corações’ com o objetivo de ‘curar’ aqueles que foram seduzidos por pensamentos extremistas.” Nesta altura o termo foi também usado em editoriais, por exemplo no Washington Post.
Desde que os Xinjiang papers e os China Cables foram tornados públicos, em novembro de 2019, vários jornalistas e investigadores chamaram ao tratamento dos uigures pelo governo chinês um etnocídio ou genocídio cultural. Em novembro de 2019, Zenz descreveu os documentos classificados como confirmando “que isto é uma forma de genocídio cultural”. A revista Foreign Policy publicou um artigo de Azeem Ibrahim no qual ele chamou o tratamento dos uigures pelo estado chinês de uma “campanha deliberada e calculada de genocídio cultural” depois do lançamento dos Xinjiang Papers e dos China Cables.
Até junho de 2020, a maioria dos académicos, comentadores da comunicação social, e advogados internacionais referiam-se à situação em Sinquião como um genocídio cultural.

### Genocídio ou crimes contra a humanidade

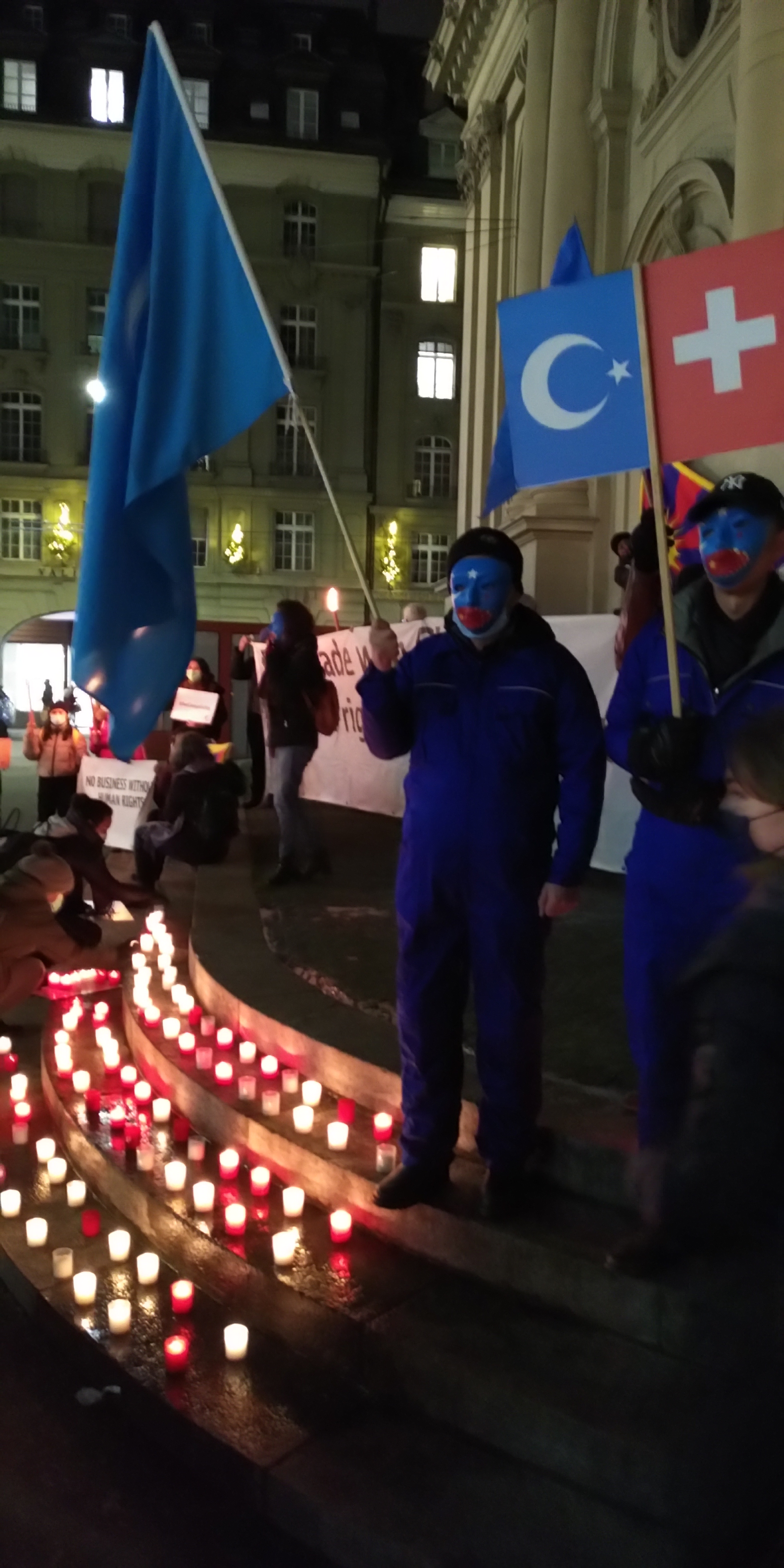
Em dezembro de 2020, um grupo de pessoas da Região Autônoma Uigur de Sinquião protestou (na Suíça) contra as violações dos direitos humanos pelo governo chinês.

Em junho de 2019, o Tribunal da China, uma investigação judicial independente sobre o transplante forçado de órgãos na China, concluiu para além de qualquer dúvida razoável que tinham sido cometidos crimes contra a humanidade contra os muçulmanos uigures da China e os praticantes de Falun Gong.
O uso pleno do termo “genocídio” só começou a ganhar força depois da publicação de um relatório de Adrian Zenz para a Fundação Jamestown e de um artigo da Associated Press no final de junho de 2020 sobre esterilizações forçadas.
Em julho de 2020, Zenz disse numa entrevista com a National Public Radio (NPR) que ele tinha anteriormente defendido que as ações do governo chinês são um genocídio cultural, não um “genocídio literal”, mas que um dos cinco critérios da Convenção para a Prevenção e a Repressão do Crime de Genocídio foi cumprido segundo informações mais recentes sobre a supressão da taxa de natalidade, portanto “provavelmente devemos chamar-lhe um genocídio”. No mesmo mês, o último governador colonial do Hong Kong britânico, Chris Patten disse que a “campanha de controlo de natalidade” era “provavelmente algo que entra nos termos da definição da ONU para certos tipos de genocídio,” e a Inter-Parliamentary Alliance on China (Aliança Interparlamentar em Relação à China) exigiu uma investigação independente à ONU. Pela mesma altura, as senadoras americanas Kirsten Gillibrand e Kamala Harris incitaram o governo de Donald Trump a investigar as alegações.
Ainda que a República Popular da China não seja um membro da Tribunal Penal Internacional (TPI), no dia 6 de julho de 2020, o governo no exílio do Turquestão Oriental e o East Turkistan National Awakening Movement (Movimento para o Despertar Nacional do Turquestão Oriental) apresentaram queixa junto do TPI instando-o a investigar oficiais da China por crimes contra os uigures, incluindo alegações de genocídio. O TPI respondeu em dezembro de 2020 e “pediu mais provas antes que esteja disponível para abrir uma investigação sobre as alegações de genocídio contra uigures pela China, mas disse que manteria o caso em aberto para que as provas possam ser submetidas.”
Em agosto de 2020, um artigo da Quartz referiu que alguns académicos hesitavam em chamar as violações de direitos humanos em Sinquião de “genocídio pleno”, preferindo o nome “genocídio cultural”, mas que cada vez mais especialistas usavam o nome “crimes contra a humanidade” ou “genocídio”. Também em agosto de 2020, o porta-voz da campanha presidencial de Joe Biden descreveu as ações da China como genocídio.
Em outubro de 2020, o senado dos Estados Unidos da América introduziu uma resolução bipartidária designando as violações dos direitos humanos perpetrados pelo governo chinês contra o povo uigur e outras minorias étnicas em Sinquião como genocídio. Aproximadamente pela mesma altura, a Câmara dos Comuns do Canadá emitiu uma declaração tornando público que os seu Subcomité para os Direitos Humanos Internacionais do Comité Permanente para os Negócios Internacionais e Desenvolvimento Internacional concluiu que as ações do Partido Comunista Chinês em Sinquião constituem genocídio, como descrito na Convenção sobre a Prevenção e Repressão do Crime de Genocídio. O relatório anual de 2020 da Comissão Executiva do Congresso sobre a China dos E.U.A. referiu o tratamento dos uigures pelo governo chinês como “crimes contra a humanidade e possivelmente genocídio.”
O Asia-Pacific Centre for the Responsibility to Protect (Centro Ásia-Pacífico pela Responsabilidade de Proteger) da Universidade de Queensland concluiu em novembro que as provas de atrocidades em Sinquião “provavelmente atendem aos requerimentos dos seguintes crimes contra a humanidade: perseguição, aprisionamento, desaparecimento forçado, tortura, esterilização forçada, e escravatura” e que “É possível argumentar que ocorreram atos genocidas em Sinquião, em particular atos de imposição de medidas para impedir nascimentos e relocalizações forçadas.” Em dezembro, os advogados David Matas e Sarah Teich escreveram no Toronto Star que “Um exemplo perturbador atual [de genocídio] é as atrocidades que a população uigur de Sinquião, na China, enfrenta.”
Em Janeiro de 2021, o Secretário de Estado dos Estados Unidos, Mike Pompeo, anunciou que o governo dos E.U.A. iria designar oficialmente os crimes contra os uigures e outros povos turcomanos e muçulmanos que vivem na China como genocídio.  Esta declaração, feita nos últimos momentos da administração Trump, não foi feita antes devido à preocupação que pusesse em causa as negociações comerciais entre a China e os EUA. Pompeo afirmou sobre as alegações de crimes contra a humanidade que que “Estes crimes mantêm-se em curso e incluem: a prisão arbitrária ou outra forma de privação de liberdade física de mais de um milhão de civis, a esterilização forçada, a tortura de um grande número das pessoas que foram detidas arbitrariamente, o trabalho forçado e a imposição de restrições draconianas à liberdade religiosa, liberdade de expressão e liberdade de movimento.”
Contudo, existia desacordo interno na administração, com o Gabinete do Consultor Jurídico a concluir que, ainda que a situação em Sinquião constitua crimes contra a humanidade, não existiam provas suficientes para provar genocídio. A porta-voz do Ministério dos Negócios Estrangeiros da China Hua Chunying respondeu a esta designação chamando Pompeo de “palhaço apocalíptico” e rejeitando as acusações como “lixo” e “pseudo-proposições e uma farsa maliciosa engendrada por forças anti-China e anticomunistas individuais representadas por Pompeo.” No dia 19 de janeiro de 2021, o senador Lindsey Graham perguntou a Antony Blinken, o nomeado para secretário de Estado do presidente Joe Biden, durante as suas audiências de confirmação, se ele concordava com a conclusão de Pompeo, que o Partido Comunista Chinês tinha cometido genocídio contra os uigures. Ele respondeu que “Essa também é a minha conclusão.” Durante as suas audiências de confirmação, a nomeada de Joe Biden para embaixadora dos Estados Unidos às Nações Unidas Linda Thomas-Greenfield afirmou que ela considerava que o que estava a acontecer em Sinquião era um genocídio, acrescentando que “eu vivi e experienciei e testemunhei um genocídio no Ruanda.”
Em janeiro de 2021, o Museu Memorial do Holocausto dos Estados Unidos, declarou que “existe uma base razoável para acreditar que o governo da China está a comer crimes contra a humidade.”
Quando um jornalista perguntou a opinião do primeiro-ministro britânico, Boris Johnson afirmou que “o que está a acontecer com os uigures é absolutamente abominável” mas que “a atribuição de genocídio é um assunto judicial.” As organizações de comunicação social estatais da China publicaram artigos informativos e de opinião que contestam o uso do termo “genocídio”.
A designação pelos E.U.A foi seguida pela Câmara dos Comuns do Canadá e pelo parlamento dos Países Baixos, cada um passando uma moção não-vinculativa em fevereiro de 2021 reconhecendo as ações da China como genocídio.
Em fevereiro de 2021, um relatório lançado pelo grupo de advogados Essex Court Chambers concluiu que “há um caso muito credível que atos executados pelo governo chinês contra a população uigur na Região Autónoma Uigur de Sinquião constituem crimes contra a humanidade e o crime de genocídio, e descreve como o grupo minoritário foi sujeito a “prisão, tortura, violação sexual, esterilização forçada e perseguição.” Vítimas foram “forçadas a permanecer em posições de stresse por um longo período de tempo, espancadas, privadas de alimentação, acorrentadas e vendadas”.
A equipa jurídica afirmou ter visto “numerosas provas credíveis” de procedimentos de esterilização executados em mulheres, incluindo abortos forçados, dizendo que estes “claramente constituem uma forma de conduta genocida”.
De acordo com um relatório de março de 2021 do Newlines Institute que foi escrito por mais de 50 especialistas internacionais sobre a China, genocídio e direito internacional, o governo chinês infringiu todos os artigos da Convenção para a Prevenção e a Repressão do Crime de Genocídio. Os especialistas escreveram que “em suma, as políticas e práticas de China, estabelecidas há muito, pública e repetidamente declaradas, com alvos específicos, sistematicamente implementadas, e dotadas de todos os recursos necessários, são inseparáveis da ‘intenção de destruir em todo ou em parte’ o grupo uigur enquanto tal.” O relatório, publicado pelo Newlines Institute for Strategy and Policy, disse existirem relatos credíveis de mortes em massa sob o sistema de internamento em massa, enquanto que líderes uigures foram seletivamente condenados à morte ou a longas penas de prisão. “Os uigures estão a sofrer de tortura e de tratamento cruel, desumano e degradante, incluindo violação, abuso sexual, e humilhação pública, tanto dentro como fora dos campos,” declarou o relatório. O relatório defende que estas medidas são orquestradas diretamente nos níveis mais altos do estado, incluindo Xi e os oficiais de posição mais elevada do Partido Comunista Chinês em Sinquião. Este relatório também refere que o governo chinês deu ordens explícitas para “erradicar tumores”, “exterminá-los por completo”, “destruí-los, da raiz aos ramos”, “deter todos”, e “não mostrar nenhuma misericórdia” em relação aos uigures, e que os guardas dos campos alegadamente seguem ordens para manter o sistema até que “cazaques, uigures, e outras nacionalidades muçulmanas desapareçam… até que todas as nacionalidades muçulmanas se extingam.” De acordo com o relatório, os “campos de internamento contêm ‘salas de interrogatório,’ onde os uigures detidos são sujeitados a métodos de tortura consistentes e brutais, incluindo espancamentos com bastões de metal, choques elétricos e chicotes.”

## Reações
Para as questões uigures em Sinquião, a palavra "genocídio" agora está sendo usada por um número crescente de acadêmicos, ativistas, defensores dos direitos humanos, advogados e políticos. O estudo do "genocídio uigur" tem sido realizado continuamente na academia desde pelo menos 2019. Alguns também usaram o termo "Genocídio Cultural". De acordo com a BBC, "[a] China tem sido acusada por algumas nações ocidentais e grupos de direitos de perpetrar um genocídio contra os grupos étnicos túrquicos em Sinquião — embora haja uma disputa sobre se as ações do Estado constituem um genocídio.".

### Países
Países ocidentais

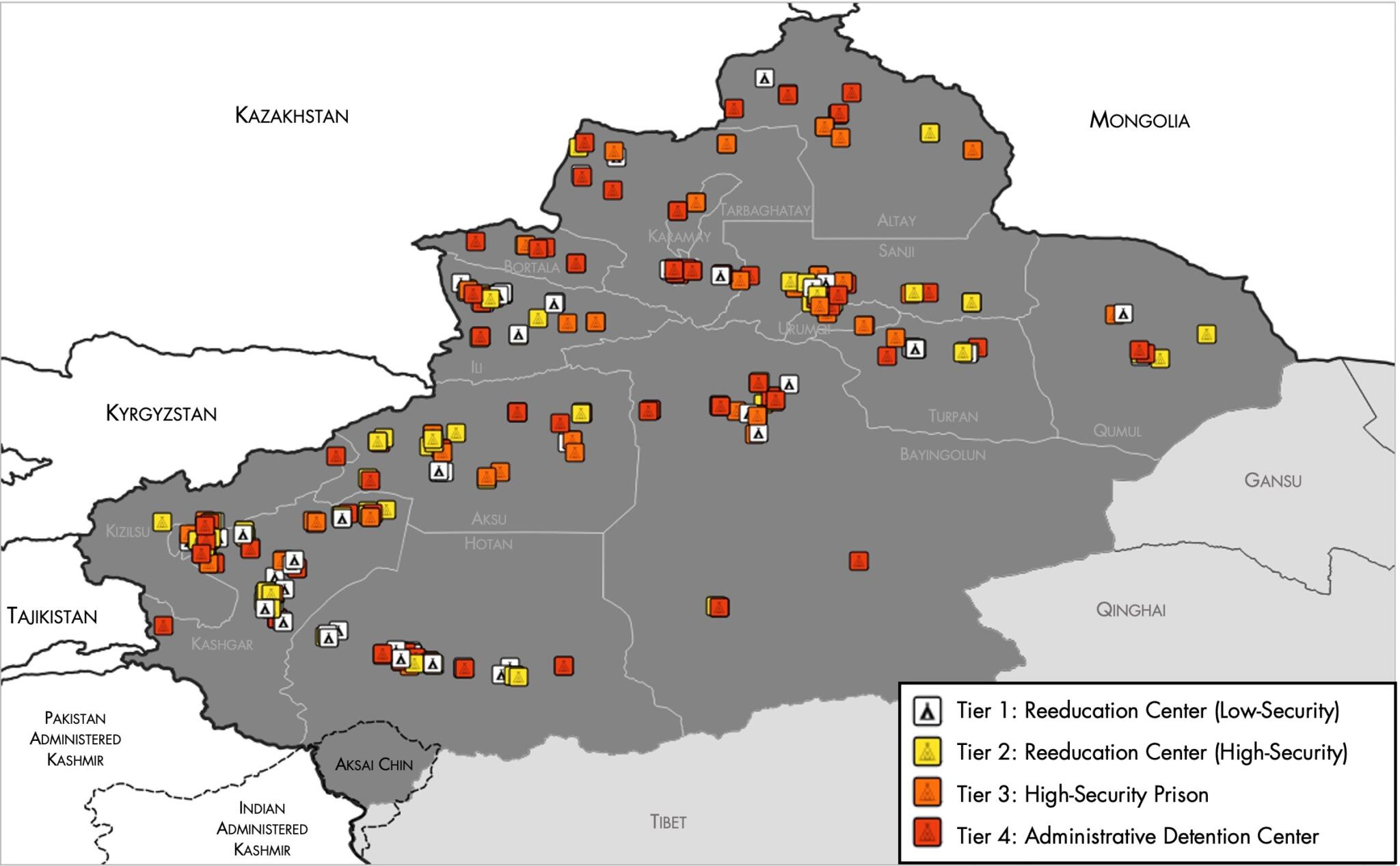
Um mapa dos Campos de internamento de Sinquião (pela Agência Nacional de Informação Geoespacial e Instituto Australiano de Política Estratégica)

Os Estados Unidos foram o primeiro país a declarar como genocídio os abusos dos direitos humanos, anunciando sua determinação em 19 de janeiro de 2021. Este é o caso tanto para a administração do presidente Donald Trump quanto para o presidente Joe Biden. Em fevereiro de 2021, os advogados do Departamento de Estado dos Estados Unidos concluíram serem insuficientes as provas para provar as ações na China como genocídio; no entanto, em março, o Departamento de Estado dos EUA confirmou formalmente o genocídio uigur em seu relatório.
Ao mesmo tempo, a Câmara dos Comuns do Canadá e o parlamento dos Países Baixos, cada um aprovando uma moção não vinculativa em fevereiro de 2021 para reconhecer as ações da China como genocídio.  Em abril de 2021, a Câmara dos Comuns do Reino Unido aprovou por unanimidade uma moção não vinculativa para reconhecer as ações como genocídio. Outros parlamentos que reconheceram o genocídio uigur incluem:
- Parlamento da Lituânia (20 de maio de 2021)[350]
- Parlamento da Chéquia (15 de junho de 2021)[351]
- Parlamento Federal da Bélgica (15 de junho de 2021): reconheceu o tratamento dado aos uigures como crime contra a humanidade e alertou para um "sério risco de genocídio".[352]

### Organizações supranacionais

#### Organização das Nações Unidas

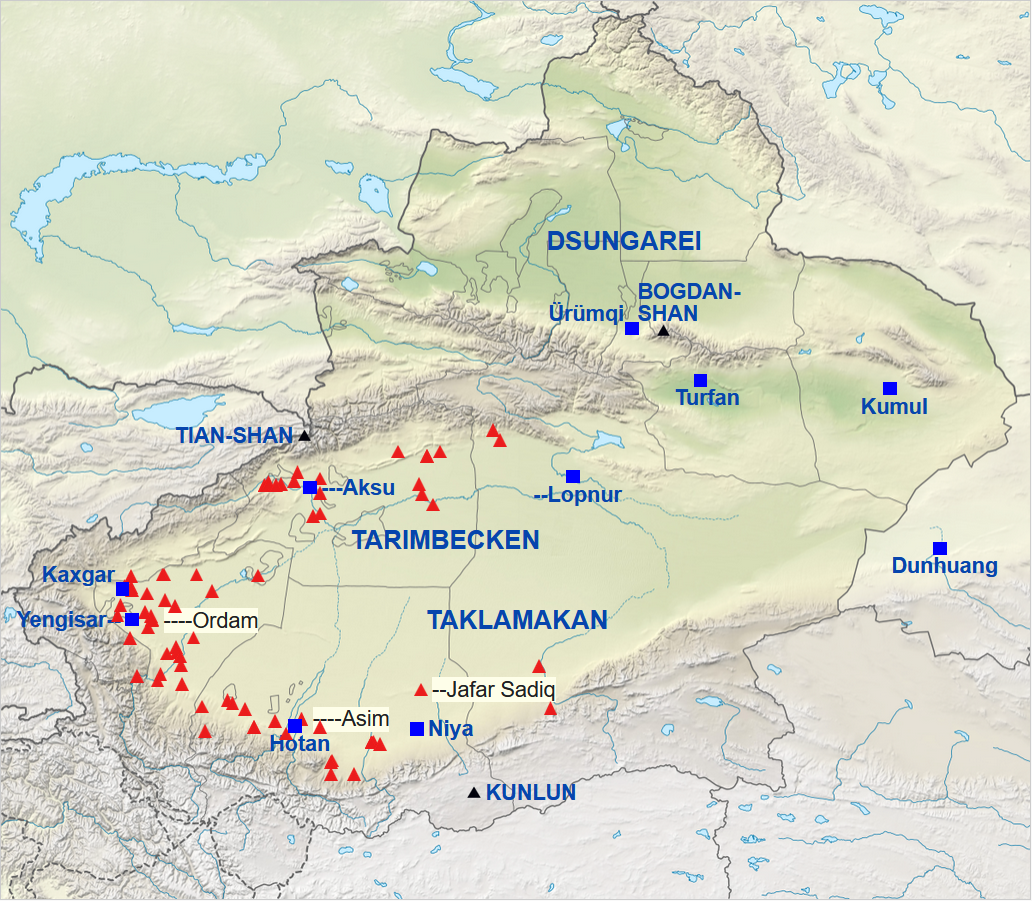
Instituto Australiano de Política Estratégica: exemplos de mazar (um tipo de mausoléu uigur) em Sinquião que foram destruídos desde 2017

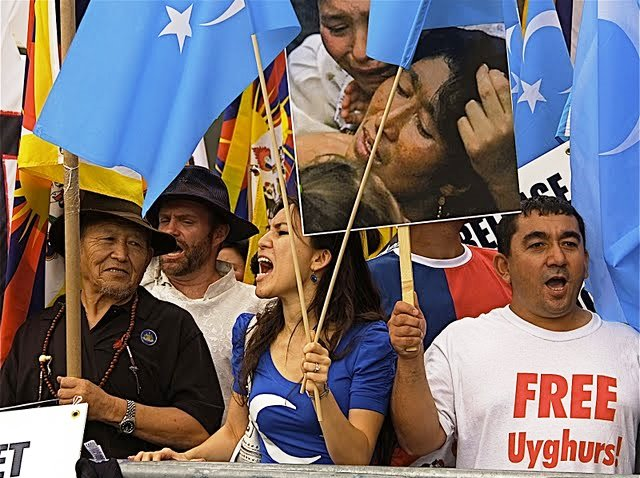
Povo Uigur exigindo liberdade em frente à Sede das Nações Unidas na cidade de Nova Iorque

Em julho de 2019, 22 países emitiram uma carta conjunta para a 41.ª sessão do Conselho dos Direitos Humanos das Nações Unidas (CDHNU), condenando a detenção em massa de Uyghurs e outras minorias pela China, apelando a este país a "abster-se da detenção arbitrária e das restrições à liberdade de circulação de Uyghurs, e de outras comunidades muçulmanas e minoritárias em Sinquião". Na mesma sessão, 50 países emitiram uma carta conjunta de apoio às políticas chinesas de Sinquião, criticando a prática de "politização das questões de direitos humanos". Mas o Catar retirou seu apoio à China mais tarde. A carta afirmava que "a China convidou uma série de diplomatas, funcionários de organizações internacionais e jornalistas para Sinquião" e que "o que viram e ouviram em Sinquião contradizia completamente o que foi noticiado nos meios de comunicação social".
Em outubro de 2019, 23 países emitiram uma declaração conjunta à Organização das Nações Unidas (ONU), instando a China a "manter as suas obrigações e compromissos nacionais e internacionais de respeito pelos direitos humanos". Em resposta, 54 países (incluindo a própria China) emitiram uma declaração conjunta de apoio às políticas chinesas de Sinquião. A declaração falou  "positivamente dos resultados das medidas antiterroristas e de desradicalização em Sinquião e observou que estas medidas salvaguardaram efetivamente os direitos humanos básicos das pessoas de todos os grupos étnicos".
Em fevereiro de 2020, a ONU exigiu o acesso sem obstáculos antes de uma proposta de visita de averiguação à região. Em outubro de 2020, mais países da ONU juntaram-se à condenação da China por violações dos direitos humanos em Sinquião com o Embaixador alemão Christoph Heusgen a falar em nome do grupo. O número total de países que condenaram a China aumentou para 39, enquanto o número total de países que defenderam essa política na China diminuiu para 45, e 16 países que defenderam em 2019 não o fizeram em 2020.
O Alto Comissário das Nações Unidas para os Direitos Humanos começou a discutir a possibilidade de uma visita a Sinquião com a China, de modo a examinar "o impacto das suas políticas sobre os direitos humanos" em setembro de 2020. Desde então, o gabinete do Alto Comissariado das Nações Unidas para os Direitos Humanos tem vindo a negociar os termos de acesso à China, mas o Alto Comissário não visitou o país. Em fevereiro de 2021, o Ministro dos Negócios Estrangeiros chinês fez um discurso à Comissão dos Direitos Humanos das Nações Unidas onde declarou que Sinquião está "sempre aberto" e que o país "dá as boas-vindas ao Alto Comissário para os Direitos Humanos (ACNUDH) para visitar Sinquião". Michelle Bachelet disse que seu escritório trabalhava com a China há mais de dois anos para visitar a China, incluindo a região de Sinquião, mas sem sucesso. Em junho, ela disse que continuou a discutir com a China para uma visita, incluindo "acesso significativo" à Região Autônoma Uigur de Sinquião. Ela esperava que isso pudesse ser alcançado este ano, especialmente tendo em vista que continuam a surgir relatos de graves violações dos direitos humanos.
Em 31 de agosto de 2022, Bachelet divulgou um relatório sobre o tratamento da China aos muçulmanos uigures e outros grupos minoritários muçulmanos em Xinjiang, a Avaliação da ACNUDH sobre as preocupações com os direitos humanos na Região Autônoma Uigur do Xinjiang, na China. O relatório descobriu que o tratamento dado pela China a esses grupos pode constituir crimes contra a humanidade. O relatório conclui que "graves violações de direitos humanos foram cometidas" na província, o que o relatório atribui à "aplicação de estratégias de contraterrorismo e contra-'extremismo' da China" visando muçulmanos uigures e outros grupos minoritários muçulmanos. O relatório também disse que "as alegações de padrões de tortura ou maus-tratos — incluindo tratamento médico forçado e condições adversas de detenção — são críveis, assim como as alegações de incidentes individuais de violência sexual e de gênero". A China se opôs à divulgação do relatório e alegou que ele é baseado em "desinformação e mentiras". A China também afirmou que "todos os grupos étnicos, incluindo os uigures, são membros iguais da nação chinesa. Xinjiang tomou medidas para combater o terrorismo e o extremismo de acordo com a lei, efetivamente coibindo as frequentes ocorrências de atividades terroristas".

#### União Européia
Em março de 2021, a China ainda impedia que diplomatas da União Europeia visitassem a região de Sinquião.
Em 22 de março de 2021, a União Europeia impôs sanções contra quatro autoridades chinesas e uma organização pública por abusos dos direitos humanos contra os uigures em Sinquião. Os EUA, Reino Unido e Canadá aderiram à sanção da União Europeia. Esta foi a primeira sanção da UE contra a China desde o Massacre da Praça da Paz Celestial em 1989.

### Organizações não governamentais
Em 10 de junho de 2021, num relatório da Amnistia Internacional, é concluído que, apesar de só terem inspecionado a "ponta do icebergue", não relevou que "todas as provas do crime de genocídio tinham ocorrido".
Em 21 de junho de 2021, a Convenção Batista do Sul, a maior denominação batista do mundo, reconheceu o "genocídio uigur" e "convocou o Partido Comunista Chinês e a República Popular da China a cessar seu programa de genocídio contra o povo uigur imediatamente". É a primeira denominação religiosa a condenar o genocídio uigur na China.